# GMMTV
GMMTV (tiếng Thái: จีเอ็มเอ็มทีวี, RTGS: Chi Em Em Thiwi, trước đây có tên là Grammy Television) là công ty sản xuất chương trình truyền hình của tập đoàn giải trí GMM Grammy, công ty con của The One Enterprise, chuyên sản xuất các chương trình truyền hình, phim truyền hình, bài hát và video âm nhạc (MV). Công ty được thành lập vào ngày 3 tháng 8 năm 1995. Sataporn Panichraksapong đang là Giám đốc điều hành của công ty.

## Lịch sử
Công ty TNHH GMMTV (tiếng Thái: บริษัท จีเอ็มทีวี จำกัด), trước đây là Công ty TNHH Truyền hình Grammy (tiếng Thái: บริษัท แกรมมี่ เทเลวิชั่น จำกัด), được thành lập vào ngày 3 tháng 8 năm 1995  bởi công ty mẹ GMM Grammy vì công ty đã nhìn thấy tiềm năng phát triển của ngành công nghiệp truyền hình Thái Lan. Bộ phận marketing của công ty đã được thành lập để quản lý ngành sản xuất truyền hình của công ty. GMMTV bắt đầu sản xuất chương trình truyền hình và chương trình ca nhạc cho các đài truyền hình tại Thái Lan vào thời điểm đó là Kênh 3, Kênh 5, Kênh 7 và iTV với Duangjai Lorlertwit và Saithip Montrikul na Ayudhaya làm giám đốc quản lí.
Năm 2007, Saithip Montrikul na Ayudhaya rời công ty để quản lý Công ty TNHH GMM Media Public. Do đó, Sataporn Panichraksapong, là phó giám đốc điều hành lúc bấy giờ, đã lên làm giám đốc điều hành mới  và đổi tên công ty thành Công ty TNHH GMMTV.
Vào ngày 2 tháng 2 năm 2009, công ty bắt đầu nhận điều hành một kênh truyền hình cáp có tên Bang Channel bằng cách chuyển nhượng một số chương trình truyền hình đang được phát trên Kênh 5 sang kênh riêng và bắt đầu sản xuất các chương trình truyền hình khác nhau với các thể loại đa dạng ngoài game shows và chương trình âm nhạc. Vào ngày 29 tháng 6 năm 2011, GMMTV đã tiến hành liên doanh với Rungtham Pumseenil để thành lập Công ty TNHH Memiti nhằm mở rộng và đổi mới ngành công nghiệm truyền hình Thái Lan với 70% cổ phần do GMMTV nắm giữ và 30% còn lại là của Rungtham. Do đó, Memiti trở thành công ty con của GMMTV.
Do việc tái cơ cấu kinh doanh của GMM Grammy, vào ngày 24 tháng 6 năm 2015, Hội đồng quản trị của GMM Grammy đã kí quyết định chuyển nhượng toàn bộ 70% cổ phần mà GMMTV nắm giữ trong Memiti sang cho The One Enterprise hoặc nhóm kinh doanh kênh One31 với tư cách là cổ đông mới. Theo đó, Memiti trở thành công ty con của The One Enterprise. Vào ngày 5 tháng 12, Hội đồng quản trị của GMMTV đã quyết định đóng kênh truyền hình cáp trên. Thay vào đó, họ tập trung vào sản xuất chương trình cho các kênh kỹ thuật số One 31 và GMM 25. Do đó, Bang Channel đã phải ngừng phát sóng từ ngày 31 tháng 12 năm 2015.
Vào ngày 24 tháng 8 năm 2017, sau khi Công ty TNHH Adelfos, công ty con của TCC Group (Thái Lan) đăng kí mua cổ phiếu phổ thông mới của Công ty TNHH GMM Channel Trading, GMM Grammy đã cơ cấu lại hoạt động kinh doanh để phù hợp với thỏa thuận đăng ký cổ phần bằng cách thông qua nghị quyết chuyển toàn bộ cổ phần nắm giữ trong GMMTV cho GMMCH (Công ty TNHH GMM Channel Holding, trước đây là Công ty TNHH GMM Channel Trading) hoặc nhóm kinh doanh của GMM 25 với tư cách là cổ đông mới.
Tuy nhiên, vào ngày 27 tháng 11 năm 2020, cuộc họp HĐQT của GMM Grammy, cùng với Công ty TNHH Siridamrongdham thuộc TCC Group, đã có quyết định lấy lại và chuyển giao toàn bộ cổ phần của họ trong GMMCH sang cho ONE (Công ty TNHH The One Enterprise hay nhóm kinh doanh của kênh One31) để phù hợp với điều kiện và kế hoạch liên quan đến đợt ra mắt công chúng và niêm yết ONE trên Sở Giao dịch Chứng khoán Thái Lan. Vì vậy, công ty đã trở thành công ty con của tập đoàn The One Enterprise với Takonkiet Viravan là giám đốc gián tiếp kể từ ngày 1 tháng 12.
Vào ngày 22 tháng 11 năm 2022, trong khuôn khổ họp báo GMMTV 2023 Diversely Yours,, Sataporn Panichraksapong thông báo kế hoạch đầu tư 51% cổ phần vào Công ty TNHH Parbdee Taweesuk, công ty sản xuất sáng tạo, từng đồng sản xuất các phim Wake Up Ladies: The Series (2018), The Gifted (2018), F4 Thailand: Boys Over Flowers (2021),... với nỗ lực phát triển mô hình kinh doanh của GMMTV, đồng thời nâng cao tiềm năng và nâng tầm nội dung tiếng Thái lên tầm cao mới trong thị trường toàn cầu. Quá trình này được hoàn thành 1 tháng sau đó, vào ngày 22 tháng 12 năm 2022.
Hiện nay, GMMTV đang sản xuất các chương trình giải trí, phim truyền hình và TV series cho kênh truyền hình số One31 và GMM 25 dưới sự giám sát và quản lí của The One Enterprise, đơn vị có bản quyền phát sóng cả hai kênh. Vì đã sản xuất thành công loạt phim cho thiếu niên của GMMTV và phim boys love trên GMM 25, The One Enterprise đã cung cấp khung giờ vàng vào lúc 20:30 - 21:30 trên GMM 25 cho GMMTV để phát sóng các bộ phim của họ hàng tuần.

## Nghệ sĩ

### Hiện nay
Dưới đây là các nghệ sĩ trực thuộc GMMTV bao gồm MC, diễn viên, người mẫu và ca sĩ:
1. Allan Asawasuebsakul (Ford)
2. Archen Aydin (Joong)
3. Atthaphan Phunsawat (Gun)
4. Benyapa Jeenprasom (View)
5. Bhobdhama Hansa (Java)
6. Chanikarn Tangkabodee (Prim)
7. Charisar Oldham (Chari)
8. Chayakorn Jutamas (JJ)
9. Chayapol Jutamas (AJ)
10. Chayatorn Trairattanapradit (Tui)
11. Chayuth Gorsurat (Titan)
12. Chompoopuntip Temtanamongkol (Acare)
13. Dechchart Tasilp (Sea)
14. Gawin Caskey (Fluke)
15. Harit Cheewagaroon (Sing)
16. Hirunkit Changkham (Nani)
17. Jakrapatr Kaewpanpong (William)
18. Jeeratch Wongpian (Fluke)
19. Jiratchapong Srisang (Force)
20. Jirawat Sutivanichsak (Dew)
21. Jiruntanin Trairattanayon (Mark)
22. Jitaraphol Potiwihok (Jimmy)
23. Jumpol Adulkittiporn (Off)
24. Juthapich Indrajundra (Jamie)
25. Kanaphan Puitrakul (First)
26. Kanthee Limpitikranon (Ken)
27. Kanyarat Ruangrung (Piploy)
28. Kasidet Plookphol (Book)
29. Kay Lertsittichai (Kay)
30. Kirati Puangmalee (Title)
31. Kittipat Chalaragse (Golf)
32. Kittiphop Sereevichayasawat (Satang)
33. Korapat Kirdpan (Nanon)
34. Krittanun Aunchananun (Ping)
35. Krongkwan Nakornthap (Jaoying)
36. Leo Saussay (Leo)
37. Luke Ishikawa Plowden (Luke)
38. Metas Opas-iamkajorn (Mick)
39. Metawin Opas-iamkajorn (Win)
40. Nachat Juntapun (Nicky)
41. Nachcha Chuedang (Parn)
42. Nannaphas Loetnamchoetsakun (Mewnich)
43. Napapat Sattha-atikom (Chelsea)
44. Napat Patcharachavalit (Aun)
45. Naravit Lertratkosum (Pond)
46. Naruth Prateeppavameta (Franc)
47. Natachai Boonprasert (Dunk)
48. Natarit Worakornlertsith (Marc)
49. Nattanon Tongsaeng (Fluke)
50. Nattapat Nimjirawat (Mac)
51. Nattawat Jirochtikul (Fourth)
52. Nichapa Praepeerakul (Mymé)
53. Niti Chaichitathorn (Pompam)
54. Noppanut Guntachai (Boun)
55. Norawit Titicharoenrak (Gemini)
56. Nutnicha Sangmanee (Pream)
57. Ochiris Suwanacheep (Aungpao)
58. Pakin Kunaanuwit (Mark)
59. Panachai Sriariyarungruang (Junior)
60. Panachkorn Rueksiriaree (Stamp)
61. Pansa Vosbein (Milk)
62. Passawish Thamasungkeeti (Progress)
63. Patchara Silapasoonthorn (Surf)
64. Pathitta Pornchumroenrut (Pahn)
65. Patsit Permpoonsavat (Soodyacht)
66. Pattranite Limpatiyakorn (Love)
67. Pawat Chittsawangdee (Ohm)
68. Peemsan Sotangkur (Luke)
69. Peerakan Teawsuwan (Ashi)
70. Perawat Sangpotirat (Krist)
71. Phakawat Tangchatkeaw (Tor)
72. Phatchatorn Tanawat (Ployphach)
73. Pheerawit Koolkang (Captain)
74. Phromphiriya Thongputtaruk (Papang)
75. Phudtripart Bhudthonamochai (Ryu)
76. Phuwin Tangsakyuen (Phuwin)
77. Pichetpong Chiradatesakunvong (Hong)
78. Pirapat Watthanasetsiri (Earth)
79. Ploynira Hiruntaveesin (Kapook)
80. Ployshompoo Supasap (Jan)
81. Pluem Pongpisal (Pluem)
82. Pongsapak Udompoch (Santa)
83. Poomsuwan Suwansatit (Almond)
84. Poon Mitpakdee (Poon)
85. Poon Sutarom (Pun)
86. Prachaya Ruangroj (Singto)
87. Prariyapit Yu (JingJing)
88. Preeyaphat Lorsuwansiri (Earn)
89. Promsakha Na Sakolnakron (Teshow)
90. Pussarasorn Bosuwan (Bonnie)
91. Puttipong Jitbut (Chokun)
92. Rachanun Mahawan (Film)
93. Rapeepong Supatineekitdecha (Lego)
94. Ratiphat Luengvoraphan (Aston)
95. Rattanawadee Wongthong (Mim)
96. Rutricha Phapakithi (Ciize)
97. Sahaphap Wongratch (Mix)
98. Samantha Melanie Coates (Sammy)
99. Sapol Assawamunkong (Great)
100. Sarin Ronnakiat (Inn)
101. Sarunchana Apisamaimongkol (Aye)
102. Save Saisawat (Save)
103. Sillapintr Sillapachai (Sangt)
104. Singha Luangsuntorn (Singha)
105. Sivakorn Lertchuchot (Guy)
106. Supakorn Kantanit (Guitar)
107. Supha Sangaworawong (Est)
108. Suphakorn Sriphothong (Pod)
109. Suvijak Piyanopharoj (Keen)
110. Tanan Lohawatanakul (Paul)
111. Tanapon Sukumpantanasan (Perth)
112. Tanutchai Wijitwongthong (Mond)
113. Tatchakorn Boonlapayanan (Godji)
114. Tawan Vihokratana (Tay)
115. Tawinan Anukoolprasert (Sea)
116. Teepakron Khwanboon (Prom)
117. Teeradech Vitheepanich (Tee)
118. Thamonchita Narmkool (Mantra)
119. Thanaboon Kiatniran (Aou)
120. Thanaphon Usinsap (Leng)
121. Thanat Danjesda (Nut)
122. Thanathat Tanjararak (Indy)
123. Thanawat Rattanakitpaisan (Khaotung)
124. Thanawin Phoicharoenrat (Winny)
125. Thanawin Teeraphosukarn (Louis)
126. Thanik Kamontharanon (Pawin)
127. Thapthong Suwanrakanont (Tham)
128. Tharatorn Jantharaworakarn (Boom)
129. Thasorn Klinnium (Emi)
130. Thinnaphan Tantui (Thor)
131. Thipakorn Thitathan (Ohm)
132. Thishar Thurachon (Mint)
133. Thitipoom Techaapaikhun (New)
134. Thitiwat Ritprasert (Ohm)
135. Tinnasit Isarapongporn (Barcode)
136. Tipnaree Weerawatnodom (Namtan)
137. Tiranat Kittisattho (Juno)
138. Tontawan Tantivejakul (Tu)
139. Trai Nimtawat (Neo)
140. Wachirawit Ruangwiwat (Chimon)
141. Wanwimol Jaenasavamethee (June)
142. Warut Chawalitrujiwong (Prem)
143. Watchara Sukchum (Jennie)
144. Wattanin Songtaweesub (Khaokla)
145. Way-ar Sangngern (Joss)
146. Weerayut Chansook (Arm)
147. Wongravee Nateetorn (Sky)

### Trước kia
- Achirawich Saliwattana (Gun Achi)
- Akeburud Sophon (Suice)
- Akkaranat Ariyaritwikul (Nott)
- Alysaya Tsoi (Alice)
- Bhasidi Petchsutee (Lookjun)
- Chanagun Arpornsutinan (Gunsmile)
- Chanunphat Kamolkiriluck (Gigie)
- Charada Imraporn (Piglet)
- Chatchawit Techarukpong (Victor)
- Chinnarat Siriphongchawalit (Mike)
- Jarinporn Joonkiat (Toey)
- Jirakit Kuariyakul (Toptap)
- Jirakit Thawornwong (Mek)
- Juti Jumroenketpratip (Mek)
- Kasempong Paladesh (Bezt)
- Khemarat Sunthorranon (Oung)
- Khoo Pei-Cong (Wave)
- Kitkasem McFadden (James)
- Kritchanok Suaysod (Atom)
- Krithawat Akachai (Non)
- Krittanai Arsalprakit (Nammon)
- Krittaphorn Monteerarat (Mook)
- Korawit Boonsri (Gun)
- Korn Khunatipapisiri (Oaujun)
- Kunchanuj Kengkarnka (Kun)
- Marie Eugenie LeLay (Zom)
- Maripha Siripool (Wawa)
- Methavee Pichetchaiyuth (Now)
- Napasasi Surawan (Mind)
- Nararak Jaibumrung (Ten)
- Natcha Janthapan (Mouse)
- Nattawat Finkler (Patrick)
- Nattharat Kornkaew (Champ)
- Napasorn Weerayuttwilai (Puimek)
- Nawat Phumphotingam (White)
- Neen Suwanamas (Neen)
- Noelle Klinneam (Tiny)
- Nontanun Anchuleepradit (Kacha)
- Note Panayanggool (Note)
- Oranicha Krinchai (Proud)
- Patara Eksangkul (Foei)
- Patarapon To-oun (Ron)
- Pathompong Reonchaidee (Toy)
- Pattadon Janngeon (Fiat)
- Peerapon Senakun (Ikkyu)
- Perawit Pinta (Palm)
- Phakjira Kanrattanasood (Nanan)
- Phanuroj Chalermkijporntavee (Pepper)
- Phurikulkrit Chusakdiskulwibul (Amp)
- Pimlada Chaiprichawit (Prae)
- Pisith Nimitsamanjit (Fluk)
- Porntip Pantawong (Ploy)
- Praekwan Phongskul (Bimbeam)
- Premanat Suwannannon (Peck)
- Pronpiphat Pattanasettanon (Plustor)
- Pumipat Paiboon (Prame)
- Purim Rattanaruangwattana (Pluem)
- Pusit Disthapisit (Fluke)
- Puttichai Kasetsin (Push)
- Ramida Jiranorraphat (Jane)
- Rapa Surajaras (Rapa)
- Ratchu Surajaras (Vaan)
- Sattabut Laedeke (Drake)
- Saranyu Winaipanit (Ice)
- Sean Jindachot (Sean)
- Sheranut Yusananda (Namcha)
- Sirichok Sae-Tang (Ball)
- Sirintip Hanpradit (Rose)
- Smith Sirisrimungkorn (Bank)
- Sureeyares Yakares (Prigkhing)
- Sutthipha Kongnawdee (Noon)
- Thanaboon Wanlopsirinun (Na)
- Thanakorn Phowijit (Float)
- Thanaset Suriyapornchaikul (Euro)
- Thanasit Jaturaput (Ton)
- Thanat Lowkhunsombat (Lee)
- Thanatsaran Samthonglai (Frank)
- Thapat Niyommalai (Tee)
- Theeratach Sriboonnark (Bond)
- Tytan Teepprasan (Tytan)
- Vachirawit Chiva-aree (Bright)
- Warinda Damrongphol (Dada)
- Winyu Wongsurawat (John)
- Worranit Thawornwong (Mook)
- Yongwaree Anilbol (Fah)

## Chương trình truyền hình và trực tuyến

### Chương trình truyền hình
Ngoài các bộ phim truyền hình phát sóng vào khung giờ vàng 20:30 (ICT) trên GMM 25, GMMTV cũng sản xuất những chương trình thực tế để phát trên nền tảng này. Mỗi tập của mỗi chương trình đều có mặt đầy đủ trên các kênh YouTube chính thức của đài, cùng với đó là các trang mạng xã hội khác hoặc nền tảng phát sóng trực tuyến của đối tác.

#### TrênGMM 25
- School Rangers - Thứ bảy, 12:00 (ICT)
- Talk-with-ToeyS - Thứ bảy, 22:30 (ICT)
- WOW! THAILAND - Chủ nhật, 12:00 (ICT)

### Chương trình trực tuyến
GMMTV cũng phát sóng các chương trình trực tuyến độc quyền thông qua các kênh YouTube, các mạng xã hội khác của đài và các nền tảng phát trực tuyến của đối tác.

#### TrênGMMTV Official
- Arm Share - 18:00 (ICT), thứ Tư (từ 16 tháng 4 năm 2019)
- GMMTV Live House - 22:00 (ICT), thứ Ba - thứ Năm (từ 4 tháng 9 năm 2023)
- Pepsi MitrChuanKin Guide with Gemini - Fourth - 18:00 (ICT), thứ Sáu (từ 5 tháng 4 năm 2024)
- High Season - thứ Năm (từ 25 tháng 4 năm 2024)

#### TrênToey Tiew Thai & Friend
- Rot Song Taew - 17:00 (ICT), thứ Tư (từ 20 tháng 7 năm 2022)
- Cheer Reader - 17:00 (ICT), thứ Năm (từ 21 tháng 7 năm 2022)

#### Đã phát sóng[a]
- Chuan Len Challenge (1 tháng 4 năm 2016 - 20 tháng 3 năm 2022)
- Manud Pa La Dek (25 tháng 7 năm 2016 - 27 tháng 8 năm 2020
- Off Gun Fun Night (12 tháng 11 năm 2017 - 12 tháng 7 năm 2018)
- Friend.ship with Krist-Singto (15 tháng 7 - 15 tháng 12 năm 2019)
- Off Gun Fun Night (Season 2) (24 tháng 7 - 24 tháng 12 năm 2019)
- TayNew Meal Date (30 tháng 11 năm 2018 - 26 tháng 12 năm 2019)
- Toe Laew (9 tháng 4 năm 2016 - 28 tháng 12 năm 2019)
- Jen Jud God Jig (19 tháng 8 năm 2019 - 27 tháng 3 năm 2020)
- Be My Baby (26 tháng 11 năm 2019 - 31 tháng 3 năm 2020)
- Mu Jong Pung (10 tháng 4 năm 2019 – 3 tháng 7 năm 2020)
- Love White Love Animal (5 tháng 3 - 2 tháng 4 năm 2020)
- Sanae Hong Krueng (24 tháng 4 năm 2019 - 20 tháng 4 năm 2020)
- Come & Joy Gun (30 tháng 1 - 4 tháng 6 năm 2020)
- Play2gether (25 tháng 5 - 15 tháng 6 năm 2020)
- Hungry Sister (25 tháng 2 - 21 tháng 7 năm 2020)
- Jen Jud God Jig Up Level (30 tháng 7 - 30 tháng 9 năm 2020)
- Game Nong Kong Phi (5 - 19 tháng 11 năm 2020)
- Friend Drive (23 tháng 5 - 14 tháng 11 năm 2020)
- Bright - Win Inbox (30 tháng 6 - 24 tháng 11 năm 2020)
- Topak Tokham Titfaidaeng (Season 4) (26 tháng 6 - 18 tháng 12 năm 2020)
- Kuad Wicha (9 tháng 11 năm 2020 - 18 tháng 1 năm 2021)
- OffGun Mommy Taste (6 tháng 8 năm 2020 - 4 tháng 3 năm 2021)
- Hub Talk (1 tháng 2 năm 2020 - 15 tháng 3 năm 2021)
- Play Lift (29 tháng 3 - 12 tháng 4 năm 2021)
- Nicky Kii Tuen (9 tháng 4 năm 2021)
- Isuzu Max Challenge (27 tháng 5 - 1 tháng 7 năm 2021)
- Safe House Season 1 (13 - 19 tháng 9 năm 2021)
- Safe House Season 2: Winter Camp (15 - 21 tháng 11 năm 2021)
- Hub! Hub (25 tháng 9 - 13 tháng 11 năm 2021)
- Safe House Season 3: Best Bro Secret (21 - 27 tháng 3 năm 2022)
- Let's play Lay's 24 Hrs. (29 tháng 3 - 12 tháng 4 năm 2022)
- Force - Book Show Real (17 tháng 2 - 21 tháng 4 năm 2022)
- Young Survivors (18 tháng 5 - 17 tháng 3 năm 2022)
- Grahaai Lao (20 tháng 4 năm 2021 - 12 tháng 7 năm 2022)
- E.M.S - Earth-Mix Space (Season 1) (10 tháng 9 năm 2021 - 29 tháng 7 năm 2022)
- Ohm Nanon Upvel (28 tháng 3 - 22 tháng 8 năm 2022)
- Safe House Season 4: Vote Live (5 - 11 tháng 9 năm 2022)
- Lay's On Cruise (30 tháng 8 - 13 tháng 9 năm 2022)
- Hub A Nice Day (15 tháng 8 - 26 tháng 9 năm 2022)
- Raeng Long (13 tháng 7 - 30 tháng 11 năm 2022)
- BMC Way (28 tháng 8 - 26 tháng 12 năm 2022)
- Isuzu Magic Eyes Challenge (4 - 25 tháng 12 năm 2022)
- LittleBIGworld with Pond - Phuwin (26 tháng 8 năm 2022 - 27 tháng 1 năm 2023)
- Chuat Chuat (11 tháng 8 năm 2022 - 2 tháng 2 năm 2022)
- Once Upon A Time with Tay Tawan (12 tháng 9 năm 2022 - 3 tháng 4 năm 2023)
- Alpha Roommate (1 - 23 tháng 4 năm 2023)
- Alpha X (22 tháng 3 - 3 tháng 5 năm 2023)
- Lay's Very Thai Very Toey (23 tháng 2 - 11 tháng 5 năm 2023)
- LYKN Late Night Live (trước đó là Alpha Live Room) (16 tháng 3 - 11 tháng 5 năm 2023)
- Fancam For Fan (2 tháng 5 năm 2023)
- All Area Ticket (9 tháng 5 năm 2023)
- Rang Zong Gamer (16 tháng 5 năm 2023)
- Kaeng Puea (30 tháng 5 năm 2023)
- Len Mun (8 tháng 6 năm 2023)
- E.M.S - Earth-Mix Space (Season 2) (17 tháng 1 - 30 tháng 6 năm 2023)
- Lun Aroi Free Pepsi Kho Liang Dai Pa (21 tháng 7 - 15 tháng 9 năm 2023)
- LANEIGE Let It Go (14 tháng 10 - 4 tháng 11 năm 2023)
- Mission Tum Duay Jai Moment Nai Mai Wai Bok Brand (10 tháng 7 - 13 tháng 11 năm 2023)
- Saeb Save Saen (2 - 16 tháng 12 năm 2023)
- Hidden Hangout (31 tháng 10 năm 2023 - 2 tháng 4 năm 2024)
- Fully Booked (18 tháng 3 - 22 tháng 4 năm 2024)

1. ↑  Một vài chương trình đã kết thúc có thể quay trở lại để phát các tập đặc biệt.

### Chương trình đặc biệt
Chương trình đặc biệt là một chương trình tài liệu về các bộ phim, series truyền hình và các dự án khác của GMMTV, bao gồm phỏng vấn các dàn diễn viên và đoàn phim, hậu trường và các thước phim từ quá trình sản xuất. Nó thường được lên sóng một tuần trước khi tập đầu tiên hoặc sau tập cuối trên kênh GMM 25 và kênh YouTube chính thức của GMMTV.
| Năm  | Tiêu đề                                   | Tiêu đề (tiếng Thái)                                     | Của phim/show                                                         | Ngày ra mắt                                                 |
| ---- | ----------------------------------------- | -------------------------------------------------------- | --------------------------------------------------------------------- | ----------------------------------------------------------- |
| 2021 | Sweet Day Tour                            | บุกครัว Baker Boys                                         | Baker Boys                                                            | 20 tháng 11 năm 2021                                        |
| 2021 | F4 Thailand Begins                        | เปิดหัวใจรักสี่ดวงดาว                                         | F4 Thailand: Boys Over Flowers                                        | 11 tháng 12 năm 2021                                        |
| 2022 | Behind the Scenes of Devil Sister         | เปิดเบื้องหลัง แอ๊บร้ายให้นายไม่รัก                               | Devil Sister                                                          | 25 tháng 5 năm 2022                                         |
| 2022 | Before Astrophile                         | ก่อนจะถึง... คืนนับดาว                                       | Astrophile                                                            | 26 tháng 5 năm 2022                                         |
| 2022 | Mama Gogo's Bar Tour                      | บุกบาร์ Mama Gogo                                          | Mama Gogo: The Series                                                 | 5 tháng 6 năm 2022                                          |
| 2022 | Inside Vice Versa                         | ก่อนจะ...รักสลับโลก                                         | Vice Versa                                                            | 6 tháng 7 năm 2022                                          |
| 2022 | Good Old Days Soft Opening                | เปิดร้านซื้อขายความทรงจำ                                     | Good Old Days                                                         | 4 tháng 8 năm 2022                                          |
| 2022 | The Eclipse Special                       | คาธ ตอน เรื่องที่(คาธ)ไม่ถึง                                   | The Eclipse                                                           | 5 tháng 8 năm 2022                                          |
| 2022 | Open House Open Heart                     | —                                                        | My School President                                                   | 25 tháng 11 năm 2022                                        |
| 2022 | 10 Years Ticket Exclusive                 | —                                                        | 10 Years Ticket                                                       | 13 tháng 12 năm 2022 (YouTube)                              |
| 2022 | Never Let Me Go Exclusive                 | —                                                        | Never Let Me Go                                                       | 28 tháng 12 năm 2022 (YouTube)                              |
| 2022 | Midnight Series Special                   | —                                                        | Midnight Series: - Midnight Motel - Dirty Laundry - Moonlight Chicken | 30 tháng 12 năm 2022 (YouTube) 21 tháng 2 năm 2023 (GMM 25) |
| 2023 | A Boss and a Babe Special                 | ชอกะเชร์คู่กันต์ Special                                      | A Boss and a Babe                                                     | 9 tháng 3 năm 2023 (YouTube)                                |
| 2023 | LYKN - Day 1 to Debut                     | —                                                        | LYKN                                                                  | 2 tháng 5 năm 2023 (YouTube) 22 tháng 6 năm 2023 (GMM 25)   |
| 2023 | —                                         | โคตรเหงา เรา2คน Special                                  | Loneliness Society                                                    | 30 tháng 5 năm 2023                                         |
| 2023 | Home School Series Special                | เปิดรั้ว Home School นักเรียนต้องขัง                            | Home School                                                           | 22 tháng 6 năm 2023                                         |
| 2023 | Be My Favorite Stories                    | บทกวีของปีแสง Be My Favorite Stories                       | Be My Favorite                                                        | 1 tháng 7 năm 2023                                          |
| 2023 | Hidden Agenda Special EP                  | วาระพิเศษ                                                 | Hidden Agenda                                                         | 2 tháng 7 năm 2023                                          |
| 2023 | Enigma Special                            | คน มนตร์ เวท Special                                      | Enigma                                                                | 8 tháng 7 năm 2023                                          |
| 2023 | Before Last Twilight                      | —                                                        | Last Twilight                                                         | 8 tháng 11 năm 2023 (YouTube)                               |
| 2023 | —                                         | เปิดครัว Cooking Crush อาหารเป็นยังไงครับหมอ                  | Cooking Crush                                                         | 19 tháng 11 năm 2023                                        |
| 2024 | 23.5 Special                              | เมื่อโลกเริ่มเอียง 23.5 องศา                                  | 23.5                                                                  | 1 tháng 3 năm 2024                                          |
| 2024 | —                                         | บุกที่กอง แค่ที่แกง Only Boo!                                  | Only Boo!                                                             | 24 tháng 3 năm 2024                                         |
| 2024 | We Are The Beginning                      | ก่อนเรารักกัน                                               | We Are                                                                | 27 tháng 3 năm 2024                                         |
| 2024 | Wandee Day                                | วันดีวิทยา Wandee Day                                       | Wandee Goodday                                                        | 27 tháng 4 năm 2024                                         |
| 2024 | My Love Mix-Up! First Time Writing        | เริ่มเขียนด้วยรัก                                             | My Love Mix-Up!                                                       | 31 tháng 5 năm 2024                                         |
| 2024 | Kidnap Special                            | เปิดปมลับ-จ้าง-รัก                                           | Kidnap                                                                | 30 tháng 8 năm 2024                                         |
| 2024 | Pluto Special                             | Pluto นิทาน ดวงดาว ความรัก Special                         | Pluto                                                                 | 12 tháng 10 năm 2024 (YouTube)                              |
| 2024 | Perfect 10 Liners Special                 | สายรหัสเทวดา Perfect 10 Liners Special                    | Perfect 10 Liners                                                     | 22 tháng 10 năm 2024 (YouTube)                              |
| 2024 | Intro to Thame-Po HEART THAT SKIPS A BEAT | —                                                        | ThamePo Heart That Skips a Beat                                       | 6 tháng 12 năm 2024                                         |
| 2025 | The Story of Us                           | The Story of Us รักของเรา                                 | Us                                                                    | 11 tháng 1 năm 2025                                         |
| 2025 | My Golden Blood Special                   | My Golden Blood Special เปิดเบื้องหลัง เลือดนายลมหายใจฉัน      | My Golden Blood                                                       | 5 tháng 3 năm 2025                                          |
| 2025 | Sweet Tooth, Good Dentist Special         | แฟนที่ทันตแพทย์ส่วนใหญ่แนะนำ Sweet Tooth, Good Dentist Special | Sweet Tooth, Good Dentist                                             | 14 tháng 3 năm 2025                                         |
| 2025 | Before I Love ‘A Lot Of’ You              | Before I Love ‘A Lot Of’ You ก่อนจะรักมากเธอ               | I Love ‘A Lot Of’ You                                                 | 10 tháng 5 năm 2025                                         |
| 2025 | The Ex-Morning Special                    | เพราะแฟนเก่าเปลี่ยนแปลงบ่อย The Ex-Morning Special           | The Ex-Morning                                                        | 15 tháng 5 năm 2025                                         |

## Ngành âm nhạc
GMMTV hiện đang sản xuất nhạc phim và các bản cover cho hãng mang tên GMMTV Records. Ca sĩ thể hiện một bài hát có thể là một nghệ sĩ trực thuộc GMMTV hoặc bất kỳ công ty con nào của tập đoàn GMM Grammy.
Vào ngày 20 tháng 1 năm 2023, GMMTV cho ra mắt hãng thu âm hoàn toàn mới mang tên Riser Music, ban đầu bao gồm các nghệ sĩ Perawat Sangpotirat (Krist), Vachirawit Chiva-aree (Bright) và Korapat Kirdpan (Nanon). Sau đó, vào ngày 5 tháng 4 năm 2023, GMMTV tổ chức buổi họp báo Get Rising to Riser để chính thức ra mắt hãng thu âm với công chúng. Cùng với đó là công bố quản lý của hãng là Tanatat Chaiyaat (Kangsomks) và hai nhóm nhạc mới là LYKN, nhóm nhạc nam đã giành chiến thắng tại Project Alpha, và SIZZY, nhóm nhạc nữ trước đó thuộc quản lý của GMMTV Records.

### Danh sách nghệ sĩ hãng thu âm Riser Music

#### Hiện nay
1. LYKN
  - Jakrapatr Kaewpanpong (William)
  - Rapeepong Supatineekitdecha (Lego)
  - Thanat Danjesda (Nut)
  - Pichetpong Chiradatesakunvong (Hong)
  - Chayatorn Trairattanapradit (Tui)
2. Metawin Opas-iamkajorn (Win)
3. Perawat Sangpotirat (Krist)
4. Korapat Kirdpan (Nanon)
5. Norawit Titicharoenrak (Gemini)
6. Nattawat Jirochtikul (Fourth)
7. Phuwin Tangsakyuen (Phuwin)
8. Tanapon Sukumpantanasan (Perth)
9. RISER ROOKIES
  - Charisar Oldham (Chari)
  - Krongkwan Nakornthap (Jaoying)
  - Napapat Sattha-atikom (Chelsea)
  - Nutnicha Sangmanee (Pream)
  - Chompoopuntip Temtanamongkol (Acare)
  - Sillapintr Sillapachai (Sangt)
10. JASP.ER
  - Archen Aydin (Joong)
  - Thanaboon Kiatniran (Aou)
  - Pongsapak Udompoch (Santa)
  - Naravit Lertratkosum (Pond)

#### Trước đây
- Vachirawit Chiva-aree (Bright)
- SIZZY
  - Ployshompoo Supasap (Jan)
  - Ramida Jiranorraphat (Jane)
  - Rutricha Phapakithi (Ciize)
  - Sarunchana Apisamaimongkol (Aye)

### Album
1. Missing (ขอโทษที่ยังร้องไห้) - Perawat Sangpotirat (Krist)
2. Why? - Thanat Lowkhunsombat (Lee)
3. Lonely Mode (เหงาเป็น) - Way-ar Sangngern (Joss)
4. Unmovable (ไปไหน) - Vachirawit Chivaaree (Bright)
5. My Universe Is You (จักรวาลที่ฉันต้องการมีแค่เธอ) - Korapat Kirdpan (Nanon)
6. Just So You Know (แค่...) - Jirakit Thawornwong (Mek)
7. I'm OK (ไม่เป็นไร) by Pathompong Reonchaidee (Toy)
8. Invisible Tears (เก็บความรู้สึกเก่ง) - Tawan Vihokratana (Tay)
9. What's on your mind? (ยังรักกันอยู่ไหม) - Purim Rattanaruangwattana (Pluem)

1. My Ecstasy
2. Saturday Night (มาดูแมวดำน้ำทำกับข้าวบ้านเรามั้ย)
3. I Think of You
4. Try

1. Spark!
2. Cute Cute (มองกี่ทีก็น่ารัก) (Album Edition)
3. YOUniverse (จักรวาลเธอ) (Album Edition)
4. Knock Knock
5. Please Try Again (ความพยายามอยู่ที่ไหน)
6. How Much? (เคยมาเท่าไหร่)
7. Why Always Me? (ทำไมต้องเป็นฉัน)
8. Butterfly Effect
9. B612 (ดาวเดิม)
10. Unidentified Wonder (สิ่งมหัศจรรย์ที่ไม่มีรูปแบบ)
11. My Universe is You (จักรวาลที่ฉันต้องการมีแค่เธอ) (Album Edition)
12. The Secrets of The Universe

## Ngành điện ảnh

### Phim điện ảnh

#### Trong vai trò là Công ty sản xuất chính
| Năm  | Tên phim           | Tên gốc                                     | Ngày phát hành                                                                        | Công ty hợp tác sản xuất  | Ghi chú | Ref.                        |
| ---- | ------------------ | ------------------------------------------- | ------------------------------------------------------------------------------------- | ------------------------- | --- | --------------------------- |
| 2016 | Little Big Dream   | ความฝันอันสูงสุด                                | 5 tháng 12, 2016 (One 31) 1 tháng 10, 2017 (GMM 25)                                   |                           | Là bộ phim truyền hình ngắn để tôn vinh Đức vua Bhumibol Adulyadej.                                                    | [ 25 ]                      |
| 2021 | 2gether: The Movie | เพราะเราคู่กัน เดอะมูฟวี่ / เพราะเราคู่กัน The Movie | 4 tháng 6, 2021 (Nhật Bản) 11 tháng 11, 2021 (Thái Lan) 11 tháng 2, 2022 (D+ Hotstar) | Nar-ra-tor Housestories 8 | Phiên bản điện ảnh của bộ phim BL đình đám 2gether: The Series và Still 2gether                                        | [ 26 ] [ 27 ] [ 28 ] [ 29 ] |
| 2023 | My Precious        | รักแรก โคตรลืมยาก                             | 27 tháng 4, 2023 (Thái Lan) 11 tháng 8, 2023 (Việt Nam) 3 tháng 11, 2023 (Netflix)    | Nar-ra-tor                | Chuyển thể từ Cô gái năm ấy chúng ta cùng theo đuổi. Dự kiến ra rạp vào năm 2020 nhưng bị dời lại do Đại dịch COVID-19 | [ 30 ] [ 31 ]               |
| 2024 | Love You to Debt   | เธอ ฟอร์ แคช สินเชื่อ..รักแลกเงิน                 | 25 tháng 4, 2024 (Thái Lan)29 tháng 8, 2024 (Netflix)                                 | Parbdee Taweesuk          | Chuyển thể từ Man in Love - Khi đàn ông yêu (2021) của Đài Loan Trước đây có tên là The Interest ผ่อนรักนอกระบบ          | [ 32 ] [ 33 ] [ 34 ]        |

#### Trong vai trò là Công ty hợp tác sản xuất
| Năm  | Tên phim        | Tên gốc           | Ngày phát hành                            | Công ty sản xuất | Ghi chú | Ref.   |
| ---- | --------------- | ----------------- | ----------------------------------------- | --- | ------- | ------ |
| 2023 | Congrats My Ex! | ลุ้นรักป่วน ก๊วนแฟนเก่า | 16 tháng 11 năm 2023 (Amazon Prime Video) | Benetone Films T&B Global Media (đồng sản xuất) Slap Monsters (đồng sản xuất) PTG Entertainment (đồng sản xuất) W Empire (đồng sản xuất) |         | [ 35 ] |

### Drama
Hầu hết cốt truyện và kịch bản của các phim truyền hình (drama và series) của GMMTV đều dựa trên hoặc chuyển thể từ tiểu thuyết.
Hiện tại, các phim truyền hình do GMMTV sản xuất được phát sóng từ thứ Hai đến Chủ nhật lúc 20:30 - 21:30 (ICT) thông qua kênh GMM 25. Trong khi đó, phiên bản đầy đủ của các tập sẽ có mặt ngay sau khi tập đó được phát sóng trên các nền tảng trực tuyến của đối tác (như AIS Play, Viu, WeTV, Disney+ Hotstar và oneD).
Các tập phim sẽ được chia ra thành các phần nhỏ và phát sóng song song trên kênh YouTubr chính thức của GMMTV để phục vụ khán giả quốc tế. Kèm theo đó có thể có phụ đề tiếng Anh.
| Năm  | Tên phim                   | Tên phim (tiếng Thái)     | Kênh                      | Công ty hợp tác sản xuất | Ghi chú | Ref.   |
| ---- | -------------------------- | ------------------------- | ------------------------- | ------------------------ | --- | ------ |
| 1995 | Sarm Num Sarm Mum          | 3 หนุ่ม 3 มุม                | Kênh 7                    |                          | Là bộ phim sitcom được sản xuất từ năm 1995 đến 1998 bởi Công ty TNHH Exact (công ty con của Grammy Television). |        |
| 1995 | Lud Fah Ma Ha Ruk          | ลัดฟ้ามาหารัก                | Kênh 5                    |                          | Được sản xuất bởi Công ty TNHH Exact (công ty con của Grammy Television).                                        |        |
| 2003 | Rak Harm Promote           | รักห้ามโปรโมท               | iTV                       |                          | Được sản xuất bởi Công ty TNHH Exact (công ty con của Grammy Television).                                        |        |
| 2005 | Girl Gang Malang Za        | เกิร์ลแก๊งแมลงซ่า             | Kênh 3                    |                          | Được sản xuất khi còn mang tên Grammy Televison.                                                                 |        |
| 2005 | Phor Kae Kab Mae Chan      | พ่อแกกับแม่ฉัน                | Kênh 3                    |                          | Được sản xuất khi còn mang tên Grammy Televison.                                                                 |        |
| 2008 | Love Beyond Frontier       | อุบัติรักข้ามขอบฟ้า             | Modernine TV Bang Channel |                          | |        |
| 2009 | Love Beyond Frontier 2     | อุบัติรักข้ามขอบฟ้า 2           | Modernine TV Bang Channel |                          | Là phần tiếp theo của Love Beyond Frontier (2008).                                                               |        |
| 2010 | Chocolate Sweetthearts     | ช็อกโกแลต 5 ฤดู             | Modernine TV Bang Channel |                          | | [ 36 ] |
| 2011 | Rongngan Samran Jai        | โรงงานสำราญใจ             | Thai PBS                  |                          | |        |
| 2011 | Dolphins Dream Fight       | โลมากล้าท้าฝัน               | Modernine TV Bang Channel |                          | | [ 37 ] |
| 2012 | Si Roon Si Woon The Series | 4 รุ่น 4 วุ่น เดอะซีรีส์         | Modernine TV Bang Channel |                          | | [ 38 ] |
| 2012 | Rak Jing Ping Ker          | รักจริงปิ๊งเก้อ                | Bang Channel              |                          | Dựa trên nội dung của chương trình talk show cùng tên.                                                           |        |
| 2013 | Love Balloon               | รักพองลม                   | Bang Channel              |                          | | [ 39 ] |
| 2013 | Forward                    | ท้าเวลา พลิกอนาคต           | Modernine TV Bang Channel |                          | | [ 40 ] |
| 2021 | Nabi, My Stepdarling       | นาบี ฉันจะไม่รักเธอ (แม่เลี้ยง?) | GMM 25                    | Prakaifah Production     | |        |
| 2021 | Mr. Lipstick               | แต้มรัก                     | GMM 25                    | Keng Kwang Kang Waisai   | Dựa trên bộ tiểu thuyết "Love Points" (แต้มรัก) của Phak Bung (ผักบุ้ง)                                               |        |
| 2021 | An Eye for an Eye          | เธอ เขา เงาแค้น            | GMM 25                    | Anda99                   | |        |
| 2021 | Irresistible               | สั่งใจให้หยุดรักเธอ            | GMM 25                    | GoodBoy Entertainment    | Bản remake của Ái tình và thù hận (2015) Được chuyển thể từ tiểu thuyết "เมียนอกหัวใจ"                             |        |
| 2022 | The War of Flowers         | สงครามดอกไม้               | GMM 25                    | GoodBoy Entertainment    | |        |
| 2022 | Drag, I Love You           | นางฟ้าคาบาเรต์              | GMM 25                    | นางฟ้าคาบาเรต์             | |        |
| 2022 | Devil Sister (2022)        | แอ๊บร้ายให้นายไม่รัก           | GMM 25                    | Keng Kwang Kang Waisai   | Dựa trên bộ tiểu thuyết "Beauty and The Guy รักของนางร้าย"                                                         |        |
| 2022 | Astrophile                 | คืนนับดาว                   | GMM 25                    | Keng Kwang Kang Waisai   | Dựa trên bộ tiểu thuyết "คิมหันต์พันดาว" của Duangmaan                                                               |        |

### Series
Hầu hết cốt truyện và kịch bản phim truyền hình của GMMTV đều dựa trên hoặc chuyển thể từ tiểu thuyết.
Hiện nay, các bộ phim truyền hình do GMMTV sản xuất đều được phát sóng từ thứ Hai đến Chủ nhật vào lúc 20:30 - 21:30 (ICT) trên kênh GMM 25.
|       | Thứ Hai               | Thứ Ba                                                         | Thứ Tư                                                | Thứ Năm                  | Thứ Sáu                         | Thứ Bảy                                | Chủ Nhật                                  |
| ----- | --------------------- | -------------------------------------------------------------- | ----------------------------------------------------- | ------------------------ | ------------------------------- | -------------------------------------- | ----------------------------------------- |
| Trước | Ossan's Love Thailand | GMMTV Star Show: Love Out Loud Fan Fest 2024: The Love Pirates | GMMTV Star Show: Last Twilight New Dawn Live On Stage | Last Twilight (phát lại) | ThamePo Heart That Skips a Beat | GMMTV Star Show: We Are Forever Fancon | GMMTV Star Show: Peraya Party Begin Again |
| Nay   | Break Up Service      | Leap Day                                                       | My Golden Blood                                       | The Ex-Morning           | Sweet Tooth, Good Dentist       | I Love 'A Lot Of' You                  | Boys in Love                              |
| Sau   | TBA                   | TBA                                                            | TBA                                                   | TBA                      | TBA                             | TBA                                    | TBA                                       |

Các phần của mỗi tập phim sẽ được phát đồng thời trên kênh YouTube chính thức, trong khi đó các tập hoàn chỉnh sẽ được phát hành ngay sau khi phát sóng hoặc sau đó vài ngày thông qua các nền tảng phát trực tuyến của đối tác. (Ví dụ như LINE TV, AIS Play, Viu, WeTV và Disney+ Hotstar). Mỗi nền tảng đều có phụ đề tiếng Anh kèm theo.
| Năm  | Tên phim                             | Tên phim (tiếng Thái)                   | Kênh                            | Công ty hợp tác sản xuất                                  | Ghi chú | Ref.                        |
| ---- | ------------------------------------ | --------------------------------------- | ------------------------------- | --------------------------------------------------------- | --- | --------------------------- |
| 2014 | Room Alone 401-410                   | —                                       | One HD Bang Channel             |                                                           | |                             |
| 2015 | Wifi Society                         | —                                       | One HD Bang Channel             |                                                           | Dựa trên nội dung được yêu thích trên Pantip.com. |                             |
| 2015 | Ugly Duckling                        | รักนะเป็ดโง่                               | GMM 25 Bang Channel             |                                                           | Chuyển thể dựa trên bộ tiểu thuyết "Ugly Duckling ลูกเป็ดขี้เหร่". |                             |
| 2015 | Wonder Teacher                       | อัศจรรย์คุณครูเทวดา                         | One 31 Bang Channel             | Sea Studio                                                | |                             |
| 2015 | Room Alone 2                         | —                                       | One 31 Bang Channel             |                                                           | Là phần tiếp theo của Room Alone 401-410 (2014). |                             |
| 2015 | Love Flight                          | รักสุดท้ายที่ปลายฟ้า                          | GMM 25 Bang Channel             |                                                           | |                             |
| 2016 | Kiss: The Series                     | รักต้องจูบ                                 | GMM 25                          |                                                           | Dựa trên 2 bộ tiểu thuyết "Pink Kiss" và "Natural Kiss". |                             |
| 2016 | Senior Secret Love                   | รุ่นพี่ Secret Love                         | One 31                          | Housestories 8                                            | |                             |
| 2016 | U-Prince Series                      | —                                       | GMM 25                          | Baa-Ram-Ewe                                               | Dựa trên bộ tiểu thuyết gốc "U-Prince". |                             |
| 2016 | Lovey Dovey                          | แผนร้ายนายเจ้าเล่ห์                         | One 31                          |                                                           | Dựa trên 2 bộ tiểu thuyết "Lovey Brother" và "Dovey Sister". |                             |
| 2016 | SOTUS: The Series                    | พี่ว้ากตัวร้ายกับนายปีหนึ่ง                      | One 31                          | Felloww                                                   | Dựa trên bộ tiểu thuyết "SOTUS พี่ว้ากตัวร้ายกับนายปีหนึ่ง" của BitterSweet |                             |
| 2016 | Senior Secret Love: My Lil Boy 2     | น้อง ม.4 พี่ปี 1                            | One 31                          | Housestories 8                                            | Là phần tiếp theo của Senior Secret Love: My Lil Boy, dựa trên bộ tiểu thuyết cùng tên. |                             |
| 2017 | Senior Secret Love: Puppy Honey 2    | สแกนหัวใจ นายหมอหมา                      | One 31                          | Housestories 8                                            | Là phần tiếp theo của Senior Secret Love: Puppy Honey. |                             |
| 2017 | Water Boyy: The Series               | —                                       | GMM 25                          |                                                           | Chuyển thể từ phiên bản điện ảnh năm 2015. |                             |
| 2017 | Slam Dance                           | ทุ่มฝันสนั่นฟลอร์                             | One 31                          | Studio Commuan                                            | |                             |
| 2017 | My Dear Loser                        | รักไม่เอาถ่าน                              | GMM 25                          |                                                           | |                             |
| 2017 | Teenage Mom: The Series              | คุณแม่วัยใส The Series                     | LINE TV One HD                  | Housestories 8                                            | Chuyển thể từ bộ truyện tranh "คุณแม่วัยใส (Teenage Mom)" trên LINE WEBTOON. |                             |
| 2017 | Secret Seven                         | เธอคนเหงากับเขาทั้งเจ็ด                     | One 31                          |                                                           | |                             |
| 2017 | Fabulous 30: The Series              | 30 กำลังแจ๋ว The Series                   | One 31                          |                                                           | Chuyển thể từ phiên bản điện ảnh năm 2011. |                             |
| 2017 | SOTUS S: The Series                  | —                                       | One 31                          | Bear House Production                                     | Là phần tiếp theo của SOTUS: The Series (2016). |                             |
| 2018 | Wake Up Ladies: The Series           | Wake Up ชะนี The Series                  | One 31                          | Parbdee Taweesuk                                          | Chuyển thể từ "Wake Up ชะนี". |                             |
| 2018 | Love Bipolar                         | เลิฟนะคะ รักนะครับ                         | GMM 25                          | On & On Infinity                                          | |                             |
| 2018 | Kiss Me Again                        | จูบให้ได้ถ้านายแน่จริง                        | GMM 25                          | Housestories8                                             | Là tiền truyện của Kiss the Series (2016), dựa trên 4 bộ tiểu thuyết "Violet Kiss", "Red Kiss", "Peach Kiss", và "Blue Kiss". |                             |
| 2018 | YOUniverse                           | จักรวาลเธอ                               | LINE TV YouTube Facebook GMM 25 |                                                           | |                             |
| 2018 | 'Cause You're My Boy                 | อาตี๋ของผม                                | One 31                          | COSOCOMO                                                  | Dựa trên bộ tiểu thuyết "อาตี๋ของผม" của Caffeine. |                             |
| 2018 | Mint To Be                           | นายนั่นแหละ... คู่แท้ของฉัน                   | GMM 25                          | Baa-Ram-Ewe                                               | Chuyển thể từ tiểu thuyết "เขาว่ากันว่า... นายเกิดมาเพื่อเป็นของฉัน!". |                             |
| 2018 | The Gifted                           | นักเรียนพลังกิฟต์                            | One 31                          | Parbdee Taweesuk                                          | Chuyển thể từ bản phim ngắn năm 2015 và bộ tiểu thuyết "ภารกิจลับ นักเรียนพลังกิฟต์". |                             |
| 2018 | Love at First Hate                   | มารร้ายคู่หมายรัก                           | One 31                          | On & On Infinity                                          | Dựa trên bộ tiểu thuyết "มารร้ายคู่หมายรัก" của Ancharee |                             |
| 2018 | Happy Birthday                       | วันเกิดของนาย วันตายของฉัน                  | GMM 25                          | Nar-ra-tor                                                | |                             |
| 2018 | Friend Zone                          | เอาให้ชัด                                 | One 31                          | Trasher Bangkok                                           | |                             |
| 2018 | Our Skyy                             | อยากเห็นท้องฟ้าเป็นอย่างวันนั้น                 | LINE TV GMM 25                  | Beluga Production                                         | Là bộ phim đặc biệt, viết tiếp câu chuyện của các nhân vật sau: - Tee-Mork trong 'Cause you're my boy (2018) - In-Sun trong My Dear Loser: Edge of 17 (2017) - Pete-Kao trong Kiss the Series (2016) & Kiss Me Again (2018) - Pick-Rome trong Senior Secret Love: Puppy Honey - Arthit-Kongpob trong SOTUS: The Series (2016) & SOTUS S: The Series (2017)                                                                                |                             |
| 2019 | Wolf                                 | เกมล่าเธอ                                | One 31                          |                                                           | |                             |
| 2019 | He's Coming to Me                    | เขามาเชงเม้งข้างๆ หลุมผมครับ                | LINE TV GMM 25                  |                                                           | Chuyển thể từ bộ tiểu thuyết cùng tên. |                             |
| 2019 | Boy For Rent                         | ผู้ชายให้เช่า                               | One 31                          | Keng Kwang Kang                                           | Chuyển thể từ 2 bộ tiểu thuyết "Badz Boy For Rent" và "Sexy Boy For Rent" của Pilaimas Kamchoo (Stampberry) |                             |
| 2019 | Love Beyond Frontier                 | อุบัติรักข้ามขอบฟ้า                           | GMM 25                          | Lasercat Parbdee Taweesuk                                 | Là bản remake của Love Beyond Frontier (2008) và Love Beyond Frontier 2 (2009). |                             |
| 2019 | Theory of Love                       | ทฤษฎีจีบเธอ                               | GMM 25                          |                                                           | Dựa trên bộ tiểu thuyết "ทฤษฎีจีบเธอ" của JittiRain. |                             |
| 2019 | 3 Will Be Free                       | สามเราต้องรอด                            | One 31                          | Trasher Bangkok                                           | |                             |
| 2019 | Endless Love                         | รักหมดใจ                                 | GMM 25                          | Keng Kwang Kang                                           | Chuyển thể từ phim Endless Love (2010) của Đài Loan. |                             |
| 2019 | The Sand Princess                    | เจ้าหญิงเม็ดทราย                           | GMM 25                          | On & On Infinity                                          | Dựa trên bộ tiểu thuyết "เจ้าหญิงเม็ดทราย" của Ancharee |                             |
| 2019 | Dark Blue Kiss                       | จูบสุดท้ายเพื่อนายคนเดียว                     | GMM 25                          |                                                           | Là phần tiếp theo của Kiss Me Again (2018), dựa trên tiểu thuyết "Dark Blue Kiss รักไม่ระบุสถานะ" của Hideko Sunshine. |                             |
| 2019 | Blacklist                            | นักเรียนลับ บัญชีดำ                          | GMM 25                          | Lasercat                                                  | Chuển thể từ các tiểu thuyết sau: - Blacklist ปิดบัญชีลับฉีกกฎหัวใจให้เรารักกัน - Black Date เดตลับๆ ฉบับเราสองคน - Black Secret พลิกบัญชีลับซ่อนหัวใจ (ไม่) ให้รักเธอ - Black Kiss สลับกฎร้ายให้หัวใจบอกรักเธอ - Black Heart ผมโสดครับ... โปรดรับผิดชอบด้วย - B(l)ack to School สวัสดีครับ... ยินดีต้อนรับสู่ห้อง 6/6 - Black Council ไอดอลดวงกุด... ขอฉุดหัวใจคุณประธาน |                             |
| 2019 | A Gift For Whom You Hate             | ของขวัญเพื่อคนที่คุณเกลียด                     | One 31                          | Nar-ra-tor                                                | Dựa trên "The Gift Shop For Whom You Hate" (ร้านของขวัญเพื่อคนที่คุณเกลียด) trong cuốn truyên tranh Thái Lan My Mania 2 (2014) của Eakasit Thairaat |                             |
| 2019 | One Night Steal                      | แผนรักสลับดวง                             | GMM 25                          | Parbdee Taweesuk                                          | Chuyển thể từ phim điện ảnh Just My Luck. |                             |
| 2020 | Angel Beside Me                      | เทวดาท่าจะรัก                             | GMM 25                          |                                                           | Dựa trên bộ tiểu thuyết "Angel Beside Me รัก (หล่น) จากฟากฟ้า" của May112 |                             |
| 2020 | Turn Left Turn Right                 | สมองเลี้ยวซ้าย หัวใจเลี้ยวขวา                 | GMM 25                          | Lasercat Parbdee Taweesuk                                 | Chuyển thể từ "Turn Left, Turn Right (A Chance of Sunshine)" của Jimmy Liao. |                             |
| 2020 | 2gether: The Series                  | เพราะเราคู่กัน                             | GMM 25                          | Housestories 8                                            | Chuyển thể từ bộ tiểu thuyết "Because We... Belong Together" (เพราะเรา... คู่กัน) của JittiRainn. |                             |
| 2020 | Girl Next Room                       | หอนี้ชะนีแจ่ม                               | GMM 25                          | Gmo Films                                                 | Dựa trên loạt tiểu thuyết mang tên "9irlfriends": - Security Love ยามหล่อบอกต่อว่ารัก - Richy Rich! รวยมากนะ! รู้ยังคะทุกคน - Motorbike Baby วินสุดหล่อขอส่งเธอให้ถึงหัวใจ - Midnight Fantasy สถานีขี้เซาของเราสองคน |                             |
| 2020 | Who Are You                          | เธอคนนั้น คือ ฉันอีกคน                       | GMM 25                          | Nar-ra-tor                                                | Chuyển thể từ bộ phim Who Are You: School 2015 của Hàn Quốc. |                             |
| 2020 | The Shipper                          | จิ้นนายกลายเป็นฉัน                          | GMM 25                          | Parbdee Taweesuk                                          | |                             |
| 2020 | Still 2gether                        | เพราะเรา(ยัง)คู่กัน                         | GMM 25                          |                                                           | Là phần tiếp theo của 2gether: The Series. |                             |
| 2020 | The Gifted: Graduation               | —                                       | GMM 25                          | Parbdee Taweesuk                                          | Là phần tiếp theo của The Gifted (2018). |                             |
| 2020 | My Gear and Your Gown                | เกียร์สีขาวกับกาวน์สีฝุ่น                       | WeTV GMM 25                     | Studio Wabi Sabi                                          | Dựa trên bộ tiểu thuyết "เกียร์สีขาวกับกาวน์สีฝุ่น" của ninepinta. |                             |
| 2020 | I'm Tee, Me Too                      | คนละทีเดียวกัน                             | GMM 25 AIS Play                 |                                                           | |                             |
| 2020 | Friend Zone 2: Dangerous Area        | —                                       | GMM 25                          | Trasher Bangkok                                           | Là phần tiếp theo của Friend Zone. |                             |
| 2020 | Theory of Love: "Stand By Me"        | ทฤษฎีจีบเธอ Theory of Love: "Stand By Me" | YouTube GMM 25                  |                                                           | Tập đặc biệt của Theory of Love (2019) |                             |
| 2020 | Tonhon Chonlatee                     | ต้นหนชลธี                                 | GMM 25 AIS Play                 | Keng Kwang Kang Waisai                                    | Dựa trên bộ tiểu thuyết "Tonhon Chonlatee" (ต้นหนชลธี) của Nathakorn (นทกร). |                             |
| 2020 | Wake Up Ladies: Very Complicated     | Wake Up ชะนี: Very Complicated           | GMM 25                          | Parbdee Taweesuk                                          | Là phần tiếp theo của Wake Up Ladies The Series. |                             |
| 2021 | A Tale of Thousand Stars             | นิทานพันดาว 1000stars                     | GMM 25                          |                                                           | Dựa trên bộ tiểu thuyết "นิทานพันดาว" của Bacteria. |                             |
| 2021 | Girl2K                               | สาวออฟฟิศ 2000 ปี                         | GMM 25                          |                                                           | |                             |
| 2021 | Fish Upon the Sky                    | ปลาบนฟ้า                                 | GMM 25                          | Gmo Films                                                 | Dựa trên bộ tiểu thuyết "ปลาบนฟ้า" của JittiRain. |                             |
| 2021 | Oh My Boss                           | นายคะอย่ามาอ่อย                           | GMM 25                          | FuKDuK Production                                         | Dựa trên bộ tiểu thuyết cùng tên. |                             |
| 2021 | The Comments                         | ทุกความคิดเห็น..มีฆ่า                        | GMM 25                          | Nar-ra-tor                                                | |                             |
| 2021 | 46 Days                              | 46วัน ฉันจะพังงานวิวาห์                      | GMM 25 AIS Play                 | Keng Kwang Kang Waisai                                    | Dựa trên bộ tiểu thuyết "46 วัน รักอลวน" của รัศมีจันทร์. |                             |
| 2021 | Baker Boys                           | รักของผม ขนมของคุณ                        | GMM 25                          | Baa-Ram-Ewe                                               | Dựa trên bộ truyện manga Nhật Bản Antique Bakery của Fumi Yoshinaga |                             |
| 2021 | Bad Buddy Series                     | แค่เพื่อนครับเพื่อน                           | GMM 25 WeTV                     |                                                           | Dựa trên bộ tiểu thuyết "หลังม่าน Behind the Scenes" của Afterday, West |                             |
| 2021 | 55:15 Never Too Late                 | —                                       | Disney+ Hotstar GMM 25          |                                                           | |                             |
| 2021 | The Player                           | รัก เป็น เล่น ตาย                          | GMM 25                          | Trasher Bangkok                                           | |                             |
| 2021 | Not Me                               | เขา...ไม่ใช่ผม                            | GMM 25                          | Gmo Films                                                 | Chuyển thể từ tiểu thuyết "Not Me เด็ก ถ่อย รัก จริง" của Saisioo |                             |
| 2021 | F4 Thailand: Boys Over Flowers       | หัวใจรักสี่ดวงดาว                           | GMM 25                          | Parbdee Taweesuk                                          | Chuyển thể từ Boys Over Flowers. | [ 41 ] [ 42 ] [ 43 ] [ 44 ] |
| 2022 | Cupid's Last Wish                    | พินัยกรรมกามเทพ                           | Disney+ Hotstar GMM 25          | Gmo Films                                                 | Dựa trên bộ tiểu thuyết "พินัยกรรมกามเทพ" của Dezair. |                             |
| 2022 | Enchanté                             | ใครคืออองชองเต                           | GMM 25                          |                                                           | Dựa trên bộ tiểu thuyết "ใครคือ...อองชองเต" của ninepinta. |                             |
| 2022 | Star & Sky Series: Star in My Mind   | แล้วแต่ดาว                                | GMM 25                          | Studio Wabi Sabi                                          | Chuyển thể từ bộ tiểu thuyết "แล้วแต่ดาว" của peachhplease |                             |
| 2022 | Star & Sky Series: Sky in Your Heart | ขั้วฟ้าของผม                               | GMM 25                          | Studio Wabi Sabi                                          | Chuyển thể từ bộ tiểu thuyết "ขั้วฟ้าของผม" của peachhplease |                             |
| 2022 | Oops! Mr. Superstar Hit on Me        | ซุป'ตาร์กับหญ้าอ่อน                          | GMM 25                          | On & On Infinity                                          | Dựa trên bộ tiểu thuyết "ซุป'ตาร์กับหญ้าอ่อน" của Rose |                             |
| 2022 | Mama Gogo: The Series                | แม่มาคุม...หนุ่มบาร์ร้อน                      | GMM 25                          | Hard Feeling Film                                         | |                             |
| 2022 | Good Old Days                        | ร้านซื้อขายความทรงจำ                       | Disney+ Hotstar GMM 25          | Parbdee Taweesuk                                          | Chuyển thể từ các bộ truyện tranh của สะอาด: - บทกวีชั่วชีวิต - ชายผู้ออกเดินทางตามเสียงของตัวเอง - ให้รักเป็นบทกวีชั่วชีวิต |                             |
| 2022 | Magic of Zero                        | —                                       | GMM 25                          | Dee Hub House                                             | Là phim ngắn kể tiếp câu chuyện của - Ink-Pa trong Bad Buddy Series - Korn-Win trong Cupid's Last Wish cùng với đó là một câu chuyện hoàn toàn mới khác |                             |
| 2022 | P.S. I Hate You                      | ด้วยรักและหักหลัง                           | GMM 25                          | Snap25                                                    | Dựa trên bộ tiểu thuyết "Flower Maze" (วงกตดอกไม้) của Baison (ใบสน). |                             |
| 2022 | My Dear Donovan                      | โดโนวานที่รัก                              | GMM 25                          | Gmo Films                                                 | Dựa trên bộ tiểu thuyết "Sexy Guy, My Sexy Love" của ณารา |                             |
| 2022 | Vice Versa                           | รักสลับโลก                                | GMM 25                          |                                                           | Dựa trên bộ tiểu thuyết "Vice Versa รักสลับโลก" của JittiRain. |                             |
| 2022 | The Eclipse                          | คาธ                                     | GMM 25                          | All This Entertainment                                    | Dựa trên bộ tiểu thuyết "คาธ Eclipse" của Prapt (ปราปต์). |                             |
| 2022 | The Three GentleBros                 | คู่แท้ แม่ไม่เลิฟ                             | GMM 25                          | Keng Kwang Kang Waisai Parbdee Taweesuk                   | Chuyển thể từ loạt tiểu thuyết "เท่าที่... รัก": - เท่าที่ใจ... เว้าวอน - เท่าที่รู้... ผมเป็นของคุณ - เท่าที่หวง... ดังดวงใจ |                             |
| 2022 | Midnight Series: Midnight Motel      | แอปลับ โรงแรมรัก                          | Disney+ Hotstar GMM 25          | Wakeup Rabbit Studio                                      | |                             |
| 2022 | 10 Years Ticket                      | หนังรักเรื่องที่แล้ว                           | GMM 25                          | Nar-ra-tor                                                | |                             |
| 2022 | My School President                  | แฟนผมเป็นประธานนักเรียน                    | GMM 25                          |                                                           | Dựa trên bộ tiểu thuyết "My President แฟนผมเป็นประธาน" của Pruesapha. |                             |
| 2022 | The Warp Effect                      | รูปลับรหัสวาร์ป                             | GMM 25                          | Hard Feeling Film                                         | |                             |
| 2022 | Never Let Me Go                      | เพื่อนายแค่หนึ่งเดียว                         | GMM 25                          | Hard Feeling Film                                         | |                             |
| 2023 | Midnight Series: Dirty Laundry       | ซักอบร้ายนายสะอาด                         | Disney+ Hotstar                 | Hard Feeling Film                                         | |                             |
| 2023 | Midnight Series: Moonlight Chicken   | พระจันทร์มันไก่                             | Disney+ Hotstar                 |                                                           | |                             |
| 2023 | Midnight Museum                      | พิพิธภัณฑ์รัตติกาล                            | GMM 25                          | Anda99                                                    | |                             |
| 2023 | A Boss and a Babe                    | ชอกะเชร์คู่กันต์                             | GMM 25                          | Studio Wabi Sabi                                          | Dựa trên bộ tiểu thuyết "คบวันนี้เลิกกันปีใหม่" của Brave2Y |                             |
| 2023 | Double Savage                        | สองเดือดเลือดเดียวกัน                       | GMM 25                          | Eightfinity                                               | |                             |
| 2023 | Unidentified Mysterious Girlfriend   | รักแรกหายไป ได้ใครมาวะ?                   | GMM 25                          | Parbdee Taweesuk                                          | |                             |
| 2023 | Our Skyy 2                           | —                                       | GMM 25                          | Hard Feeling Film Studio Wabi Sabi All This Entertainment | Là bộ phim đặc biệt, viết tiếp câu chuyện của các nhân vật sau: - Palm - Nuengdiao trong Never Let Me Go (2022) - Khabkluen - Daonuea trong Star in My Mind (2022) - Akk - Aye trong The Eclipse (2022) - Puen - Talay trong Vice Versa (2022) - Tinn - Gun trong My School President (2022) - Gun - Cher trong A Boss and a Babe (2023) - Pat - Pran trong Bad Buddy Series (2021) - Phupha - Tian trong A Tale of Thousand Stars (2021) |                             |
| 2023 | Loneliness Society                   | โคตรเหงา เรา2คน                         | GMM25                           | Keng Kwang Kang Waisai                                    | Chuyển thể từ phim điện ảnh While You Were Sleeping (1995) |                             |
| 2023 | Home School                          | นักเรียนต้องขัง                             | Prime Video GMM 25              | Nar-ra-tor                                                | |                             |
| 2023 | Enigma                               | คน มนตร์ เวท                             | Prime Video GMM 25              | Parbdee Taweesuk                                          | |                             |
| 2023 | Be My Favorite                       | บทกวีของปีแสง                             | GMM 25                          | Parbdee Taweesuk                                          | Dựa trên bộ tiểu thuyết "You Are My Favorite" (บทกวีของปีแสง) của JittiRain. |                             |
| 2023 | The Jungle                           | เกมรัก นักล่า บาร์ลับ                        | GMM 25                          | Snap25                                                    | Dựa trên bộ tiểu thuyết "The Jungle: ป่า / ล่า / รัก" |                             |
| 2023 | Hidden Agenda                        | วาระซ่อนเร้น                              | GMM 25                          | Dee Hup House                                             | Chuyển thể từ bộ tiểu thuyết "วาระซ่อนเร้น" của Dezair |                             |
| 2023 | Only Friends                         | เพื่อนต้องห้าม                              | GMM 25                          | Hard Feeling Film                                         | |                             |
| 2023 | Dangerous Romance                    | หัวใจในสายลม                             | GMM 25                          | Fillframe                                                 | |                             |
| 2023 | Wednesday Club                       | คนกลางแล้วไง                             | GMM 25                          | Keng Kwang Kang Waisai                                    | Chuyển thể từ bộ tiểu thuyết "ตุ๊กตาแต้มสี" của สุนันทา |                             |
| 2023 | Faceless Love                        | รักไม่รู้หน้า                                | Prime Video GMM 25              | Keng Kwang Kang Waisai                                    | Chuyển thể từ bộ phim Rich Man, Poor Woman (2012) của Nhật Bản |                             |
| 2023 | Last Twilight                        | ภาพนายไม่เคยลืม                           | GMM 25                          |                                                           | |                             |
| 2023 | Find Yourself                        | หารักด้วยใจเธอ                            | GMM 25                          | Insight Entertainment                                     | Chuyển thể từ bộ phim Find Yourself (2020) của Trung Quốc | [ 45 ]                      |
| 2023 | Cooking Crush                        | อาหารเป็นยังไงครับหมอ                      | GMM 25                          | Gmo Films                                                 | Chuyển thể từ bộ tiểu thuyết "Love Course! เสื้อกาวน์รุกเสื้อกุ๊กรับ" của iJune4S |                             |
| 2023 | Cherry Magic                         | 30 ยังซิง                                 | GMM 25                          |                                                           | Chuyển thể từ manga Cherry Magic! 30 tuổi vẫn còn "zin" sẽ biến thành phù thuỷ của Nhật Bản |                             |
| 2024 | Beauty Newbie                        | หัวใจไม่มีปลอม                             | GMM 25                          | Wattpad WEBTOON Studios Parbdee Taweesuk                  | Chuyển thể từ bộ phim Gangnam Beauty (2018) của Hàn Quốc | [ 46 ] [ 47 ]               |
| 2024 | My Precious The Series               | รักแรกโคตรลืมยาก The Series               | GMM 25                          | Nar-ra-tor                                                | Phiên bản mở rộng của phim điện ảnh cùng tên. Chuyển thể từ Cô gái năm ấy chúng ta cùng theo đuổi. |                             |
| 2024 | 23.5                                 | 23.5 องศาที่โลกเอียง                       | GMM 25 Netflix                  | Nar-ra-tor                                                | Dựa trên bộ tiểu thuyết cùng tên |                             |
| 2024 | Ploy's Yearbook                      | หนังสือรุ่นพลอย                             | GMM 25                          | Snap25                                                    | Chuyển thể từ chuỗi tiểu thuyết "หนังสือรุ่น": - The Only Regret สิ่งเดียวที่เสียดาย ในวันวัยที่สวยงาม - Moving Around You ดาวหมุนรอบฉัน ตะวันหมุนรอบเธอ - Secretly Love เพราะเธอคือความลับของหัวใจ - Busy February หรือเดือนกุมภามันสั้น เราเลยรักกันไม่ได้เสียที - Faded Memory ภาพสีจางกับบางความทรงจำ |                             |
| 2024 | Only Boo!                            | แค่ที่แกง                                  | GMM 25                          | Gmo Films                                                 | Dựa trên bộ tiểu thuyết cùng tên |                             |
| 2024 | We Are                               | คือเรารักกัน                               | GMM 25 iQIYI                    | Studio Wabi Sabi                                          | Trước đó là dự án của Studio Wabi Sabi. Chuyển thể từ bộ tiểu thuyết cùng tên |                             |
| 2024 | Wandee Goodday                       | วันดีวิทยา                                 | GMM 25                          | All This Entertainment                                    | Dựa trên bộ tiểu thuyết cùng tên |                             |
| 2024 | A Love So Beautiful                  | เพราะเธอคือรักแรก                         | GMM 25                          | Insight Entertainment                                     | Chuyển thể từ bộ phim A Love So Beautiful (2017) của Trung Quốc |                             |
| 2024 | My Love Mix-Up                       | เขียนรักด้วยยางลบ                          | GMM 25                          |                                                           | Chuyển thể từ My Love Mix-Up! |                             |
| 2024 | The Trainee                          | ฝึกงานเทอมนี้ รักพี่ได้มั้ย                      | GMM 25                          | Parbdee Taweesuk                                          | |                             |
| 2024 | Summer Night                         | ความลับในคืนฤดูร้อน                         | GMM 25                          | Wattpad WEBTOON Studios                                   | Dựa trên bộ truyện tranh cùng tên |                             |
| 2024 | Peaceful Property                    | บ้านหลอน ON SALE                         | GMM 25                          | Parbdee Taweesuk                                          | |                             |
| 2024 | Kidnap                               | ลับ-จ้าง-รัก                               | GMM 25 Netflix                  | Anda99                                                    | Tên tiếng Thái cũ là ลับ-จ้าง-ลัก |                             |
| 2024 | High School Frenemy                  | มิตรภาพ คราบศัตรู                          | GMM 25                          | Nar-ra-tor                                                | Chuyển thể từ School 2013 |                             |
| 2024 | Pluto                                | นิทาน ดวงดาว ความรัก                      | GMM 25                          | Snap25                                                    | Dựa trên bộ tiểu thuyết cùng tên |                             |
| 2024 | The Heart Killers                    | เขาจ้างให้ผมจีบนักฆ่า                        | GMM 25 iQIYI                    | Gmo Film                                                  | Lấy cảm hứng từ The Taming of the Shrew của William Shakespeare |                             |
| 2024 | ThamePo Heart That Skips a Beat      | เธมโป้ Heart That Skips a Beat           | GMM 25 Netflix                  | Parbdee Taweesuk                                          | |                             |
| 2024 | Perfect 10 Liners                    | สายรหัสเทวดา                             | GMM 25                          | Studio Wabi Sabi                                          | Chuyển thể từ chuỗi tiểu thuyết "Engineer Cute Boy" của JittiRain: - วิศวกรรมประสาท - วิศวกรรณโยธา - วิศวะกับไฟฟ้า |                             |
| 2025 | Ossan's Love Thailand                | รักนี้ให้ "นาย"                             | GMM 25                          |                                                           | Chuyển thể từ Ossan's Love (2018) |                             |
| 2025 | Us                                   | รักของเรา                                | GMM 25                          | Nar-ra-tor                                                | Chuyển thể từ bộ tiểu thuyết cùng tên |                             |
| 2025 | My Golden Blood                      | เลือดนายลมหายใจฉัน                        | GMM 25                          | Matching Max Solution                                     | |                             |
| 2025 | Sweet Tooth, Good Dentis             | แฟนที่ทันตแพทย์ส่วนใหญ่แนะนำ                  | GMM 25 iQIYI                    |                                                           | Chuyển thể từ tiểu thuyết do JittiRain sáng tác mới cho GMMTV |                             |
| 2025 | Break Up Service                     | บริษัทลดรักเลิก                             | GMM 25                          | Wattpad WEBTOON Studios Parbdee Taweesuk                  | Chuyển thể từ Webtoon "Break-Up Service บริษัทรับจ้างทำลายรัก" của Komai |                             |
| 2025 | Leap Day                             | วันแก้ตาย                                 | GMM 25                          | Keng Kwang Kang Waisai                                    | |                             |
| 2025 | Boys in Love                         | เปิดเทอมใหม่ หัวใจหัดรัก                     | GMM 25 iQIYI                    | Parbdee Taweesuk                                          | |                             |
| 2025 | I Love "A Lot Of" You                | รัก มาก เธอ                              | GMM 25 Netflix                  | Parbdee Taweesuk                                          | |                             |
| 2025 | The Ex-Morning                       | เพราะแฟนเก่าเปลี่ยนแปลงบ่อย                 | GMM 25                          | Fillframe                                                 | |                             |
| 2025 | Enigma 2                             | บุหงาหมื่นภมร                              | TBA                             | Parbdee Taweesuk                                          | Phần tiếp theo của Enigma (2023) |                             |
| 2025 | Friendshit Forever                   | เพื่อนสนิท พิษสหาย                          | TBA                             | Keng Kwang Kang Waisai                                    | |                             |
| 2025 | Hide & Sis                           | น้องสาวหายนะ                             | TBA                             | Snap25                                                    | Dựa trên bộ tiểu thuyết "เพลิงบุปผา" |                             |
| 2025 | Revamp: The Undead Story             | —                                       | TBA                             | Studio Wabi Sabi                                          | Trước đó là dự án của Studio Wabi Sabi, mang tên "Vampire Project" |                             |
| 2025 | The Dark Dice                        | เกมทอยทะลุมิติ                             | TBA                             | Parbdee Taweesuk                                          | |                             |
| 2025 | Scarlet Heart Thailand               | —                                       | TBA                             | Nar-ra-tor                                                | Chuyển thể từ tiểu thuyết "Bộ Bộ Kinh Tâm" của Đồng Hoa |                             |
| 2025 | Dare You to Death                    | ไขคดีเป็น เห็นคดีตาย                        | TBA                             | Parbdee Taweesuk                                          | Dựa trên bộ tiểu thuyết cùng tên |                             |
| 2025 | Head 2 Head                          | ไหนใครว่าพวกมันไม่ถูกกัน                     | TBA                             | Studio Wabi Sabi                                          | Dựa trên bộ tiểu thuyết "ไหนใครว่าเจเจไม่ถูกกัน?" của tác giả My feline |                             |
| 2025 | Burnout Syndrome                     | ภาวะรักคนหมดไฟ                           | TBA                             | Gmo Film                                                  | |                             |
| 2025 | Whale Store xoxo                     | คุณวาฬร้านชำ                              | TBA                             | Gmo Film                                                  | Dựa trên bộ tiểu thuyết "คุณวาฬร้านชำ The Whale Store ร้านนี้ไม่มีรักขาย" của tác giả เสือดาวหิมะ (Suea Dao Hima) |                             |
| 2025 | Only Friends: Dream On               | —                                       | TBA                             | Gmo Film                                                  | Phần tiếp theo của Only Friends (2023) |                             |
| 2025 | That Summer                          | ผมเจอเจ้าชายบนชายหาด                     | TBA                             | Gmo Film                                                  | |                             |
| 2025 | My Romance Scammer                   | รักจริง หลังแต่ง                            | TBA                             | Studio Wabi Sabi                                          | |                             |
| 2025 | Melody of Secrets                    | ความลับในบทเพลงที่บรรเลงไม่รู้จบ              | TBA                             | Snap25                                                    | |                             |
| 2025 | Love You Teacher                     | รักครูเท่าโลกเลย                           | TBA                             | Parbdee Taweesuk                                          | |                             |
| 2025 | MU-TE-LUV                            | โปรดใช้วิจารณญาณในการรักเธอ                | TBA                             | Parbdee Taweesuk                                          | |                             |
| 2025 | Cat For Cash                         | เปย์รักด้วยแมวเลี้ยง                         | TBA                             |                                                           | |                             |
| 2025 | Girl Rules                           | กฎหลัก...ห้ามรักเธอ                        | TBA                             | Gmo Film                                                  | |                             |
| 2025 | My Magic Prophecy                    | ทำนายทายทัพ                              | TBA                             | Maker-Y                                                   | Dựa trên bộ tiểu thuyết cùng tên |                             |
| 2025 | A Dog and a Plane                    | หมาเห่าเครื่องบิน                           | TBA                             | Gmo Film                                                  | |                             |
| 2025 | Me And Thee                          | มีสติหน่อยคุณธีร์                             | TBA                             |                                                           | Dựa trên bộ tiểu thuyết cùng tên |                             |
| 2025 | Wu                                   | อู                                       | TBA                             | Parbdee Taweesuk                                          | |                             |
| 2025 | Memoir of Rati                       | จาฤกรติชา                                | TBA                             | Cholumpi Production                                       | Chuyển thể từ bộ tiểu thuyết cùng tên |                             |
| 2025 | Ticket to Heaven                     | เด็กชายไม่ไปสวรรค์                         | TBA                             |                                                           | Dựa trên những sự kiện có thật |                             |

     Đang phát sóng
     Đang hoàn thành hậu kỳ hoặc sắp phát sóng
     Đang sản xuất hoặc đang quay
     Dự án sắp tới
1. ↑  Tập Arthit-Kongpob
2. ↑  Không được đề cập tại credit
3. ↑  Our Skyy: Never Let Me Go
4. ↑  Our Skyy: Star in My Mind và Our Skyy: A Boss and a Babe
5. ↑  Our Skyy: The Eclipse

#### Các dự án bị huỷ
Vào ngày 23 tháng 9 năm 2020, GMMTV đã thông báo về việc huỷ sản xuất các phim dưới đây do Đại dịch COVID-19:
| Năm  | Tên dự án           | Tên dự án (tiếng Thái) | Công ty hợp tác sản xuất | Ghi chú                                                                     |
| ---- | ------------------- | ---------------------- | ------------------------ | --------------------------------------------------------------------------- |
| 2020 | Devil Sister (2020) | รักของนางร้าย            | Keng Kwang Kang Waisai   | Đã được tái khởi động vào năm 2022 với tên ''Devil Sister แอ๊บร้ายให้นายไม่รัก'' |
| 2020 | Military of Love    | กองร้อยอินเลิฟ            | Boonnum Production       |                                                                             |

Vào ngày 22 tháng 11 năm 2022, trong sự kiện GMMTV 2023 Diversely Yours,, GMMTV đã thông báo về việc huỷ sản xuất bộ phim dưới đây do Đại dịch COVID-19 dẫn đến xung đột lịch trình giữa các diễn viên:
| Năm  | Tên dự án             | Tên dự án (tiếng Thái) | Công ty hợp tác sản xuất | Ghi chú                                           |
| ---- | --------------------- | ---------------------- | ------------------------ | ------------------------------------------------- |
| 2022 | You Fight, and I Love | พี่ช้าง                   | Anda99                   | Dựa trên bộ tiểu thuyết "Chang Thai หนูเป็นเมียพี่ช้าง" |

## Sự kiện

### Tại Thái Lan
Các sự kiện được tổ chức tại Thái Lan đều được tổ chức trực tiếp bởi GMMTV và các nhà tài trợ (nếu có), bao gồm các buổi họp báo, concert, triển lãm và các sự kiện fan meeting. 
| Năm  | Tên sự kiện                                              | Thời gian                       | Địa điểm                                                            | Ref.                   |
| ---- | -------------------------------------------------------- | ------------------------------- | ------------------------------------------------------------------- | ---------------------- |
| 2012 | Five Live Enter10 Concert                                | 29 tháng 9 năm 2012             | Hội trường sự kiện 106, BITEC Bangna                                | [ 49 ]                 |
| 2013 | Toey Fair Festival Carnival 2013                         | 30 tháng 11 năm 2013            | Hội trường Island, Fashion Island                                   | [ 50 ]                 |
| 2014 | Toey Fair Festival Carnival 2014                         | 22 tháng 11 năm 2014            | Muangthai GMM Live House, CentralWorld                              | [ 51 ]                 |
| 2015 | Toey Fair Festival Carnival 2015                         | 29 tháng 11 năm 2015            | Thunder Dome, Muang Thong Thani                                     | [ 52 ]                 |
| 2017 | Meet Greet Eat ว้าก with Sotus The Series                 | 14 tháng 1 năm 2017             | Rạp phim Scala, Quảng trường Siam                                   | [ 53 ]                 |
| 2017 | Toey Fair Mae Krong Muang                                | 4 tháng 2 năm 2017              | Thunder Dome, Muang Thong Thani                                     |                        |
| 2017 | GMMTV 6 Natures+                                         | 2 tháng 3 năm 2017              | Show DC                                                             | [ 54 ] [ 55 ]          |
| 2017 | Y I Love U Fan Party                                     | 3 tháng 9 năm 2017              | Thunder Dome, Muang Thong Thani                                     | [ 56 ]                 |
| 2017 | Sotus S Nation Y Fan Meeting                             | 26 tháng 12 năm 2017            | Nhà hát Kad, Kad Suan Kaew                                          | [ 57 ]                 |
| 2017 | Sotus S Nation Y Fan Meeting                             | 23 tháng 12 năm 2017            | Hội trường Terminal, Terminal 21                                    | [ 57 ]                 |
| 2018 | Sotus S Nation Y Fan Meeting                             | 13 tháng 1 năm 2018             | Hội trường BCC, CentralPlaza Lardprao                               | [ 57 ]                 |
| 2018 | Sotus S Nation Y Fan Meeting                             | 27 tháng 1 năm 2018             | Hội trường HATYAI, CentralFestival Hatyai                           | [ 57 ]                 |
| 2018 | GMMTV Series X                                           | 1 tháng 2 năm 2018              | GMM Live House, CentralWorld                                        | [ 58 ]                 |
| 2018 | Sotus The Memories Live on Stage                         | 5 tháng 5 năm 2018              | Thunder Dome, Muang Thong Thani                                     | [ 59 ]                 |
| 2018 | GMMTV Series 2019 Wonder Thirteen                        | 5 tháng 11 năm 2018             | GMM Live House, CentralWorld                                        | [ 60 ]                 |
| 2018 | Lazada Presents Krist Singto Fan Meeting                 | 29 tháng 11 năm 2018            | Đại học Srinakharinwirot                                            |                        |
| 2018 | Lazada Presents Off Gun Fan Meeting                      | 4 tháng 12 năm 2018             | GMM Grammy Place                                                    |                        |
| 2019 | Y I Love U Fan Party 2019                                | 26 - 27 tháng 1 năm 2019        | Thunder Dome, Muang Thong Thani                                     | [ 61 ] [ 62 ]          |
| 2019 | Peraya Party: Krist & Singto 1st Fan Meeting in Thailand | 6 - 7 tháng 7 năm 2019          | Hội trường Chaengwatthana, CentralPlaza Chaengwattana               | [ 63 ]                 |
| 2019 | Funtastic Babii: Off - Gun 1st Fan Meeting in Thailand   | 21 tháng 9 năm 2019             | Hội trường Chaengwatthana, CentralPlaza Chaengwattana               | [ 64 ]                 |
| 2019 | GMMTV 2020 New & Next                                    | 15 tháng 10 năm 2019            | GMM Live House, CentralWorld                                        | [ 65 ]                 |
| 2019 | Thailand School Star 2019                                | 23 tháng 11 năm 2019            | Hội trường Samyan Mitrtown, Samyan Mitrtown                         | [ 66 ]                 |
| 2020 | คั่นกู 2gether Live On Stage                                | 17-18 tháng 10 năm 2020         | Hội trường Union, TTTM Union                                        | [ 67 ]                 |
| 2020 | GMMTV 2021 The New Decade Begins                         | 3 tháng 12 năm 2020             | Hội trường Union, TTTM Union                                        | [ 68 ]                 |
| 2021 | 2gether The Movie First Premiere                         | 10 tháng 11 năm 2021            | Rạp chiếu phim Siam Pavalai Royal, Siam Paragon                     | [ 69 ]                 |
| 2021 | GMMTV 2022 Borderless                                    | 1 tháng 12 năm 2021             | Hội trường Union, TTTM Union                                        | [ 70 ]                 |
| 2022 | Bad Buddy Illumination                                   | 1 - 22 tháng 3 năm 2022         | House of Illumination, CentralWorld                                 | [ 71 ] [ 72 ]          |
| 2022 | Star in My Mind Final EP                                 | 27 tháng 5 năm 2022             | Rạp chiếu phim Siam Pavalai Royal, Siam Paragon                     | [ 73 ]                 |
| 2022 | Polca The Journey: Tay & New 1st Fan Meeting in Thailand | 25 tháng 6 năm 2022             | Hội trường Changwattana, Central Changwattana                       | [ 74 ] [ 75 ]          |
| 2022 | Shooting Star Concert                                    | 23 tháng 7 năm 2022             | Hội trường Union, TTTM Union                                        | [ 76 ]                 |
| 2022 | O-N Friend City Ohm - Nanon 1st Fan Meeting in Thailand  | 6 tháng 8 năm 2022              | Hội trường Union, TTTM Union                                        | [ 77 ]                 |
| 2022 | Love Out Loud Fan Fest 2022                              | 20 tháng 8 năm 2022             | Impact Arena, Muang Thong Thani                                     | [ 78 ]                 |
| 2022 | Vice Versa Final EP Fan Meeting                          | 1 tháng 10 năm 2022             | MasterCard Cinema, Rạp phim SF World, CentralWorld                  | [ 79 ]                 |
| 2022 | Feel Fan Fun Camping Concert                             | 15 tháng 10 năm 2022            | Hội trường Union, TTTM Union                                        | [ 80 ]                 |
| 2022 | The Eclipse Final EP Fan Meeting                         | 28 tháng 10 năm 2022            | MasterCard Cinema, Rạp phim SF World, CentralWorld                  | [ 81 ]                 |
| 2022 | 7 Xian Concert                                           | 19 tháng 11 năm 2022            | CentralWorld Live, CentralWorld                                     | [ 82 ]                 |
| 2022 | GMMTV 2023 Diversely Yours                               | 22 tháng 11 năm 2022            | Hội trường Union, TTTM Union                                        | [ 83 ]                 |
| 2022 | Side by Side Bright Win Concert                          | 24 tháng 12 năm 2022            | Impact Arena, Muang Thong Thani                                     | [ 84 ]                 |
| 2023 | Opening Night Moonlight Chicken                          | 8 tháng 2 năm 2023              | Phòng khiêu vũ, Sảnh 1-2, Trung tâm Hội nghị Quốc gia Queen Sirikit | [ 85 ] [ 86 ]          |
| 2023 | Never Let Me Go Final EP. Fan Meeting                    | 28 tháng 2 năm 2023             | Hội trường True Icon, Iconsiam                                      | [ 85 ] [ 87 ]          |
| 2023 | Moonlight Chicken Final EP. Fan Meeting                  | 2 tháng 3 năm 2023              | Hội trường True Icon, Iconsiam                                      | [ 88 ]                 |
| 2023 | My School President Prom Night Live On Stage             | 18 - 19 tháng 3 năm 2023        | Hội trường Union, TTTM Union                                        | [ 85 ] [ 89 ]          |
| 2023 | My Precious First Premiere                               | 25 tháng 4 năm 2023             | Rạp chiếu phim Siam Pavalai Royal, Siam Paragon                     | [ 90 ]                 |
| 2023 | My Precious On Tour                                      | 27 tháng 4 năm 2023             | MasterCard Cinema, Rạp phim SF World, CentralWorld                  | [ 91 ]                 |
| 2023 | My Precious On Tour                                      | 30 tháng 4 năm 2023             | SF Cinema, Central Chonburi                                         | [ 91 ]                 |
| 2023 | My Precious On Tour                                      | 30 tháng 4 năm 2023             | SF Cinema, Terminal 21 Pattaya                                      | [ 91 ]                 |
| 2023 | My Precious On Tour                                      | 6 tháng 5 năm 2023              | SF Cinema, CentralPlaza Khon Kaen                                   | [ 91 ]                 |
| 2023 | My Precious On Tour                                      | 7 tháng 5 năm 2023              | SFX Cinema, Maya Chiang Mai                                         | [ 91 ]                 |
| 2023 | A Boss and a Babe Final EP. Fan Meeting                  | 19 tháng 5 năm 2023             | Rạp chiếu phim Siam Pavalai Royal, Siam Paragon                     | [ 92 ]                 |
| 2023 | Beluca Fourtiverse Concert                               | 20 tháng 5 năm 2023             | Hội trường Royal Paragon, Siam Paragon                              | [ 85 ] [ 93 ]          |
| 2023 | My Precious Finale                                       | 13 tháng 6 năm 2023             | MasterCard Cinema, Rạp phim SF World, CentralWorld                  | [ 94 ]                 |
| 2023 | Love Out Loud Fan Fest 2023: Lovolution                  | 24 - 25 tháng 6 năm 2023        | Hội trường Royal Paragon, Siam Paragon                              | [ 85 ] [ 95 ]          |
| 2023 | Before Enigma                                            | 14 tháng 7 năm 2023             | Lido Connect                                                        | [ 96 ]                 |
| 2023 | Be My Favorite Final EP. Fan Meeting                     | 11 tháng 8 năm 2023             | MasterCard Cinema, Rạp phim SF World, CentralWorld                  | [ 97 ]                 |
| 2023 | Gemini Fourth My Turn Concert                            | 26 - 27 tháng 8 năm 2023        | Impact Arena, Muang Thong Thani                                     | [ 98 ]                 |
| 2023 | GMMTV Fan Day in Bangkok                                 | 22 - 24 tháng 9 năm 2023        | Hội trường Union, TTTM Union                                        | [ 99 ]                 |
| 2023 | GMMTV 2024 UP&ABOVE PART 1                               | 17 tháng 10 năm 2023            | Hội trường Union, TTTM Union                                        | [ 100 ]                |
| 2023 | The Krist Elements Concert                               | 21 - 22 tháng 10 năm 2023       | Hội trường Union, TTTM Union                                        | [ 101 ]                |
| 2023 | Only Friends Final EP. Fan Meeting                       | 28 tháng 10 năm 2023            | Rạp chiếu phim Siam Pavalai Royal, Siam Paragon                     | [ 102 ]                |
| 2023 | Dangerous Romance Final EP. Fan Meeting                  | 3 tháng 11 năm 2023             | Ultra Arena, Show DC                                                | [ 103 ]                |
| 2023 | GMMTV Starlympic                                         | 23 tháng 12 năm 2023            | Impact Arena, Muang Thong Thani                                     | [ 85 ] [ 104 ] [ 105 ] |
| 2024 | Last Twilight Final EP. Fan Meeting                      | 26 tháng 1 năm 2024             | Rạp chiếu phim Siam Pavalai Royal, Siam Paragon                     | [ 106 ]                |
| 2024 | Win Holidate Fancon Presented by Lazada                  | 17 tháng 2 năm 2024             | Trung tâm Hội chợ Triển lãm Quốc tế Bangkok                         | [ 107 ] [ 108 ]        |
| 2024 | Nanon Born to เบียว Concert                               | 23 tháng 3 năm 2024             | Thunder Dome, Muang Thong Thani                                     | [ 109 ] [ 110 ]        |
| 2024 | Last Twilight New Dawn Live On Stage                     | 30 tháng 3 năm 2024             | Hội trường Union, TTTM Union                                        | [ 111 ] [ 112 ]        |
| 2024 | Babii 24/7 Concert                                       | 20 tháng 4 năm 2024             | Hội trường Union, TTTM Union                                        | [ 113 ] [ 114 ]        |
| 2024 | GMMTV 2024 UP&ABOVE PART 2                               | 23 tháng 4 năm 2024             | Hội trường Union, TTTM Union                                        | [ 115 ]                |
| 2024 | Polca Time Traveling Concert                             | 27 tháng 4 năm 2024             | Hội trường Union, TTTM Union                                        | [ 116 ] [ 117 ]        |
| 2024 | Love Out Loud Fan Fest 2024: The Love Pirates            | 18 - 19 tháng 5 năm 2024        | Impact Arena, Muang Thong Thani                                     | [ 118 ] [ 119 ]        |
| 2024 | 23.5 Lovtitude Final EP. Fan Meeting                     | 24 tháng 5 năm 2024             | Rạp chiếu phim Siam Pavalai Royal, Siam Paragon                     | [ 120 ]                |
| 2024 | Peraya Party Begin Again                                 | 15 tháng 6 năm 2024             | Hội trường Union, TTTM Union                                        | [ 121 ] [ 122 ]        |
| 2024 | Only Boo! Final EP. Fan Meeting                          | 23 tháng 6 năm 2024             | Earthlab Cinema by Dr. CBD, SF World Cinema, CentralWorld           | [ 123 ]                |
| 2024 | Bouncy Boun Concert                                      | 13 tháng 7 năm 2024             | Thunder Dome, Muang Thong Thani                                     | [ 124 ]                |
| 2024 | Wandee Goodday Final EP. Fan Meeting                     | 20 tháng 7 năm 2024             | Earthlab Cinema by Dr. CBD, SF World Cinema, CentralWorld           | [ 125 ]                |
| 2024 | We Are Forever Fancon                                    | 16 - 17 tháng 8 năm 2024        | Hội trường True Icon, Iconsiam                                      | [ 126 ]                |
| 2024 | Peaceful Property Open House                             | 28 tháng 8 năm 2024             | Rạp chiếu phim Siam Pavalai Royal, Siam Paragon                     | [ 127 ]                |
| 2024 | Gemini Fourth Run The World Concert                      | 31 tháng 8 - 1 tháng 9 năm 2024 | Impact Arena, Muang Thong Thani                                     | [ 128 ] [ 129 ]        |
| 2024 | The Trainee Final EP. Fan Meeting                        | 15 tháng 9 năm 2024             | Rạp chiếu phim Siam Pavalai Royal, Siam Paragon                     | [ 130 ]                |
| 2024 | LYKN Unleashed Concert                                   | 21 tháng 9 năm 2024             | Thunder Dome, Muang Thong Thani                                     | [ 131 ] [ 132 ]        |

1. 1 2  Ban đầu dự kiến diễn ra vào ngày 22 tháng 7 năm 2023 tại Thunder Dome, Muang Thong Thani. Bị hoãn do thay đổi địa điểm[104]

### Sự kiện quốc tế
Các sự kiện quốc tế không được tổ chức trực tiếp bởi GMMTV mà bởi các tập đoàn và nhà tổ chức sự kiện của quốc gia đó tổ chức. Các sự kiện bao gồm triển lãm và fan meeting. 
| Năm  | Tên sự kiện                                                             | Thời gian                                 | Địa điểm                                                                  | Ref.                            |
| ---- | ----------------------------------------------------------------------- | ----------------------------------------- | ------------------------------------------------------------------------- | ------------------------------- |
| 2017 | Krist - Singto Fan Meeting tại Trung Quốc 2017                          | 18 tháng 2 năm 2017                       | Nhà hát Hangzhou Magic                                                    |                                 |
| 2017 | 2017: First Sight và Rookie Boys tại Quảng Châu                         | 24 tháng 3 năm 2017                       | Nhà hát Trung tâm biểu diễn nghệ thuật Quảng Đông                         |                                 |
| 2017 | Krist - Singto Fan Meeting tại Tô Châu & Nam Kinh                       | 22 tháng 4 năm 2017                       | Trung tâm Văn hóa nghệ thuật Tô Châu                                      |                                 |
| 2017 | Krist - Singto Fan Meeting tại Tô Châu & Nam Kinh                       | 23 tháng 4 năm 2017                       | Trung tâm Văn hóa nghệ thuật Nam Kinh                                     |                                 |
| 2017 | Off x Gun Fan Meeting Đầu tiên tại Hàn Quốc                             | 20 tháng 5 năm 2017                       | Trung tâm Nghệ thuật Anyang                                               |                                 |
| 2017 | Krist & Singto Fan Meeting tại Thâm Quyến                               | 16 tháng 6 năm 2017                       | Nhà hát Shenzhen Poly                                                     |                                 |
| 2017 | Krist & Singto Fan Meeting tại Hàng Châu                                | 17 tháng 6 năm 2017                       | Nhà hát lớn Hàng Châu                                                     |                                 |
| 2017 | New & Earth Fan Meeting tại Quảng Châu, Trung Quốc                      | 18 tháng 7 năm 2017                       | Trung tâm triển lãm thương mại Poly World                                 |                                 |
| 2017 | Krist, Singto, Off, New Fan Meeting tại Thành Đô                        | 22 tháng 7 năm 2017                       | Cung Nghệ thuật Tấn Thành                                                 |                                 |
| 2017 | Gun & Off Fan Meeting Đầu tiên tại Đài Bắc                              | 12 tháng 8 năm 2017                       | Thính phòng quốc tế, Quảng trường Tự do                                   |                                 |
| 2018 | Sotus S Đại náo tại Manila 2018                                         | 20 tháng 1 năm 2018                       | Pasig City Hall Complex                                                   |                                 |
| 2018 | OffGun Live tại Manila                                                  | 10 tháng 2 năm 2018                       | Teatrino Promenade, TTTM Greenhills                                       |                                 |
| 2018 | Sotus S Fan Meeting tại Thành Đô                                        | 17 tháng 3 năm 2018                       | Trung tâm Nghệ thuật Trịnh Hồ                                             |                                 |
| 2018 | Sotus S Fan Meeting tại Đài Bắc                                         | 25 tháng 3 năm 2018                       | ATT SHOW BOX, ATT 4 FUN                                                   |                                 |
| 2018 | Sotus S Fan Meeting tại Thiên Tân                                       | 31 tháng 3 năm 2018                       | Nhà hát Vũ Thanh, Thiên Tân                                               |                                 |
| 2018 | Ngày hẹn đầu tiên với Push tại Việt Nam                                 | 19 tháng 5 năm 2018                       | Trung tâm Hội nghị 272, TP.HCM                                            |                                 |
| 2018 | New & Earth Fan Meeting Đầu tiên tại Đài Bắc                            | 23 tháng 6 năm 2018                       | Studio Clapper, Công viên Syntrend Creative                               |                                 |
| 2018 | Krist & Singto Fan Meeting Đầu tiên tại Singapore                       | 1 tháng 7 năm 2018                        | Nhà hát Kallang                                                           |                                 |
| 2018 | Krist & Singto Fan Meeting Đầu tiên tại Hàn Quốc                        | 7 tháng 7 năm 2018                        | Khuôn viên xanh Woonjung                                                  |                                 |
| 2018 | Sotus S Fan Meeting tại Vũ Hán                                          | 14 tháng 7 năm 2018                       | Trung tâm Bảo tàng văn hóa Vũ Hán                                         |                                 |
| 2018 | Krist & Singto Fan Meeting Đầu tiên tại Hồng Kông                       | 21-22 tháng 7 năm 2018                    | Music Zone, KITEC                                                         |                                 |
| 2018 | Sotus S Fan Meeting tại Vô Tích                                         | 25 tháng 8 năm 2018                       | HUALUXE Wuxi Taihu                                                        |                                 |
| 2018 | Offgun Fun Night Live tại Malaysia                                      | 1 tháng 9 năm 2018                        | Trung tâm Nghệ thuật PJ                                                   |                                 |
| 2018 | Sotus Fan Meeting lần nữa tại Đài Bắc                                   | 22 tháng 9 năm 2018                       | Trung tâm Hội nghị Quốc tế Đài Bắc                                        |                                 |
| 2018 | Krist & Singto Fan Meeting tại Jakarta                                  | 17 tháng 11 năm 2018                      | Upperroom Jakarta                                                         |                                 |
| 2018 | Krist & Singto Fan Meeting tại Yangon                                   | 2 tháng 12 năm 2018                       | Nhà hát Quốc gia Yangon                                                   |                                 |
| 2018 | Krist & Singto Fan Meeting tại Nhật Bản                                 | 15 tháng 12 năm 2018                      | Hội trường Sự kiện EBiS 303                                               |                                 |
| 2018 | New & Tay Fan Meeting Đầu tiên tại Manila với khách mời đặc biệt, Earth | 22 tháng 12 năm 2018                      | Nhà hát TIU                                                               |                                 |
| 2019 | Off & Gun Fan Meeting tại Thâm Quyến                                    | 2 tháng 3 năm 2019                        | Khách sạn Panglin                                                         |                                 |
| 2019 | Krist & Singto Fan Meeting tại Thanh Đảo                                | 9 tháng 3 năm 2019                        | Resort Quốc tế Mangrove Tree, Thanh Đảo - Trung tâm Hội nghị và Triển lãm |                                 |
| 2019 | Off & Gun Fan Meeting Đầu tiên tại Hồng Kông                            | 31 tháng 3 năm 2019                       | KITEC                                                                     |                                 |
| 2019 | 「Double Date」KristSingto & TayNew Fan Meeting tại Hồng Kông           | 14 tháng 4 năm 2019                       | Rotunda 2, KITEC                                                          |                                 |
| 2019 | New & Tay Fan Meeting Đầu tiên tại Hàn Quốc                             | 11 tháng 5 năm 2019                       | Hội trường Nghệ thuật Howon                                               |                                 |
| 2019 | He's Coming to Me Fan Meeting tại Đài Bắc (Come to Me FM)               | 11 tháng 5 năm 2019                       | Dazhi Denwell                                                             |                                 |
| 2019 | Off - Gun Fan Meeting Đầu tiên tại Myanmar                              | 18 tháng 5 năm 2019                       | LOTTE Hotel Crystal Ballroom                                              |                                 |
| 2019 | Krist - Singto Fan Meeting Đầu tiên tại Việt Nam                        | 26 tháng 5 năm 2019                       | Trung tâm Hội nghị & Tiệc cưới GALA, TP.HCM                               |                                 |
| 2019 | Krist & Singto Fan Meeting tại Busan                                    | 22 tháng 6 năm 2019                       | Trung tâm Văn hóa Dongnae                                                 |                                 |
| 2019 | Theory of Love Fan Meeting tại Đài Bắc                                  | 26 tháng 6 năm 2019                       | WESTAR                                                                    |                                 |
| 2019 | Off & Gun Fan Meeting tại Việt Nam                                      | 29 tháng 6 năm 2019                       | Đại học Quốc tế Hồng Bàng, TP.HCM                                         |                                 |
| 2019 | Our Skyy Fan Meeting tại Đài Bắc                                        | 21 tháng 7 năm 2019                       | Trung tâm Hội nghị Quốc tế Đài Bắc                                        |                                 |
| 2019 | Singto Fan Meeting Đầu tiên tại Hồng Kông                               | 28 tháng 7 năm 2019                       | Music Zone, KITEC                                                         |                                 |
| 2019 | Tay-New-Pluem-Chimon Fan Meeting Đầu tiên tại Myanmar                   | 3 tháng 8 năm 2019                        | Khách sạn Pullman Yangon Centrepoint                                      |                                 |
| 2019 | Tay - New Fan Meeting Đầu tiên tại Quảng Châu                           | 10 tháng 8 năm 2019                       | Nhà hát Nanfang                                                           |                                 |
| 2019 | Krist & Singto 2019 Fan Meeting tại Manila                              | 17 tháng 8 năm 2019                       | SM Sky Dome, SM City North EDSA                                           |                                 |
| 2019 | Off-Gun Fan Meeting tại Hàn Quốc                                        | 24 tháng 8 năm 2019                       | Hội trường Nghệ thuật Howon                                               |                                 |
| 2019 | Krist & Singto Fan Meeting Đầu tiên tại Đài Bắc                         | 19 tháng 10 năm 2019                      | ATT Show Box                                                              |                                 |
| 2019 | (Oishi Green Tea tài trợ) Our Skyy Fan Meeting tại Myanmar              | 9 tháng 11 năm 2019                       | Khách sạn Pullman Yangon Centrepoint                                      |                                 |
| 2019 | Krist & Singto Fan Meeting tại Thành Đô                                 | 16 tháng 11 năm 2019                      | Nhà hát lơn Thành phố hải ngoại Thành Đô                                  |                                 |
| 2019 | Tay - New Fan Meeting Đầu tiên tại Thành Đô                             | 30 tháng 11 năm 2019                      | Khách sạn Rising Butterfly, Thành Đô                                      |                                 |
| 2019 | Krist & Singto Fan Meeting Thứ hai tại Nhật Bản                         | 21 tháng 12 năm 2019                      | Hội trường Nissho                                                         |                                 |
| 2019 | Dark Blue Kiss－Tay & New Fan Meeting tại Đài Bắc                       | 21 tháng 12 năm 2019                      | WESTAR                                                                    |                                 |
| 2019 | Krist & Singto 2019 Fan Meeting tại Hồng Kông                           | 28 tháng 12 năm 2019                      | Music Zone, KITEC                                                         |                                 |
| 2021 | Triển lãm GMMTV tại Nhật Bản 2021                                       | 16 tháng 4 - 23 tháng 5 năm 2021          | Bảo tàng Roppongi Keyakizaka                                              | [ 133 ] [ 134 ]                 |
| 2021 | Triển lãm GMMTV tại Nhật Bản 2021                                       | 23 tháng 10 - 21 tháng 11 năm 2021        | Bảo tàng HMV, HMV & Books Shinsaibashi                                    | [ 133 ] [ 135 ]                 |
| 2022 | Tay & New Manila Fanmeet                                                | 30 tháng 7 năm 2022                       | Rạp phim Solaire, Khu nghỉ dưỡng & Casino Solaire                         | [ 136 ]                         |
| 2022 | GMMTV Fan Fest 2022 Trực tiếp tại Nhật Bản                              | 27 - 28 tháng 8 năm 2022                  | Pia Arena MM                                                              | [ 137 ] [ 138 ]                 |
| 2022 | Off-Gun Fan Meeting Đầu tiên tại Nhật Bản                               | 24 tháng 9 năm 2022                       | Hội trường Yurakucho Asahi, Yurakucho Mullion                             | [ 139 ]                         |
| 2022 | Shooting Star Asia Tour tại Jakarta                                     | 15 tháng 10 năm 2022                      | Hội trường The Kasablanka, Kota Kasablanka                                | [ 140 ] [ 141 ]                 |
| 2022 | Tay New Fan Meeting tại Hàn Quốc 2022                                   | 15 tháng 10 năm 2022                      | Hội trường Nghệ thuật Yearimdang                                          | [ 142 ]                         |
| 2022 | Ohm Nanon Fan Meeting Đầu tiên tại Hàn Quốc                             | 29 tháng 10 năm 2022                      | Hội trường New Millennium, Đại học Konkuk                                 | [ 143 ]                         |
| 2022 | Shooting Star Asia Tour tại Kuala Lumpur                                | 5 tháng 11 năm 2022                       | Trung tâm hội nghị Tropicana Gardens Mall                                 | [ 140 ] [ 144 ]                 |
| 2022 | Shooting Star Asia Tour tại Manila                                      | 19 tháng 11 năm 2022                      | World Trade Center Metro Manila                                           | [ 140 ] [ 145 ]                 |
| 2022 | Off Gun Fan Meeting Đầu tiên tại Singapore                              | 20 tháng 11 năm 2022                      | Phòng khiêu vũ Simpor Junior, Marina Bay Sands                            | [ 146 ]                         |
| 2022 | Tay New Fan Meeting Đầu tiên tại Osaka                                  | 27 tháng 11 năm 2022                      | Dojima River Forum, Hotarumachi                                           | [ 147 ]                         |
| 2022 | Joong Dunk Fan Meeting Đầu tiên tại Campuchia                           | 3 tháng 12 năm 2022                       | Major Cineplex by Smart, Aeon Mall, Quận Sen Sok                          | [ 148 ]                         |
| 2022 | EarthMix Wonderful Day in Vietnam                                       | 4 tháng 12 năm 2022                       | Nhà hát Hoà Bình, Tp. Hồ Chí Minh                                         | [ 149 ]                         |
| 2022 | Triển lãm GMMTV tại Nhật Bản 22-23                                      | 10 tháng 12 năm 2022 - 9 tháng 1 năm 2023 | Bảo tàng HMV, HMV & Books Shinsaibashi                                    | [ 150 ] [ 151 ]                 |
| 2022 | Krist Singto Fan Meeting tại Nhật Bản: The Precious Memories            | 17 tháng 12 năm 2022                      | Sảnh C/D, Hội trường Triển lãm Pacifico Yokohama                          | [ 152 ]                         |
| 2022 | Ohm Nanon Fan Meeting Đầu tiên tại Đài Bắc                              | 18 tháng 12 năm 2022                      | Zepp New Taipei                                                           | [ 153 ]                         |
| 2023 | JoongDunk - Shining in Vietnam                                          | 15 tháng 1 năm 2023                       | Trung tâm Hội nghị & Tiệc cưới GALA, Thành phố Hồ Chí Minh                | [ 154 ]                         |
| 2023 | Ohm - Nanon Fan Meeting Đầu tiên tại Manila                             | 21 tháng 1 năm 2023                       | Samsung Hall, SM Aura Premier                                             | [ 155 ]                         |
| 2023 | GMMTV Fan Day in Tokyo                                                  | 29 tháng 1 năm 2023                       | Hội trường Hokutopia Sakura                                               | [ 156 ]                         |
| 2023 | Shooting Star Asia Tour tại Đài Bắc                                     | 5 tháng 2 năm 2023                        | Trung tâm Hội nghị Quốc tế Đài Bắc                                        | [ 157 ]                         |
| 2023 | Ohm - Nanon Fan Meeting Đầu tiên tại Singapore                          | 11 tháng 2 năm 2023                       | The Joyden Hall, Bugis+                                                   | [ 158 ]                         |
| 2023 | Win Fan Meeting Đơn Đầu tiên tại Jakarta                                | 11 tháng 2 năm 2023                       | Hội trường Kasablanka, Kota Kasablanka                                    | [ 159 ]                         |
| 2023 | Shooting Star Asia Tour tại Hồng Kông                                   | 18 tháng 2 năm 2023                       | AsiaWorld-Summit (Sảnh 2)                                                 | [ 160 ]                         |
| 2023 | Ohm - Nanon Fan Meeting Đầu tiên tại Việt Nam                           | 18 tháng 2 năm 2023                       | Nhà hát Bến Thành, Tp. Hồ Chí Minh                                        | [ 161 ] [ 162 ]                 |
| 2023 | Pond Phuwin Fan Meeting Đầu tiên tại Campuchia                          | 19 tháng 2 năm 2023                       | Major Cineplex by Smart, Aeon Mall Mean Chey                              | [ 163 ]                         |
| 2023 | GMMTV Fan Day 2 in Osaka                                                | 25 - 26 tháng 2 năm 2023                  | Dojima River Forum, Osaka                                                 | [ 164 ]                         |
| 2023 | Ohm - Nanon Fan Meeting Đầu tiên tại Hồng Kông                          | 5 tháng 3 năm 2023                        | ROTUNDA 2, 3/F, KITEC                                                     | [ 161 ] [ 165 ]                 |
| 2023 | Shooting Star Asia Tour tại Thành phố Hồ Chí Minh                       | 4 tháng 3 năm 2023                        | Nhà thi đấu Quân khu 7, TP. Hồ Chí Minh                                   | [ 166 ]                         |
| 2023 | Ohm - Nanon Fan Meeting Đầu tiên tại Nhật Bản                           | 11 tháng 3 năm 2023                       | Harmony Hall Zama                                                         | [ 161 ] [ 167 ]                 |
| 2023 | Shooting Star Asia Tour tại Singapore                                   | 11 tháng 3 năm 2023                       | The Star Theater                                                          | [ 140 ] [ 168 ] [ 169 ]         |
| 2023 | Shooting Star Asia Tour tại Nhật Bản                                    | 18 - 19 tháng 3 năm 2023                  | Pia Arena MM, Yokohama                                                    | [ 140 ] [ 168 ] [ 170 ]         |
| 2023 | Gemini Fourth Fan Meeting Đầu tiên tại Campuchia                        | 25 tháng 3 năm 2023                       | Major Cineplex by Smart, Aeon Mall Mean Chey                              | [ 171 ]                         |
| 2023 | Shooting Star Asia Tour tại Seoul                                       | 2 tháng 4 năm 2023                        | Grand Peace Hall, Đại học Kyung Hee                                       | [ 140 ] [ 168 ] [ 172 ]         |
| 2023 | Tay New Fan Meeting tại Hồng Kông 2023                                  | 2 tháng 4 năm 2023                        | Khách sạn Kerry, Hong Kong Grand Ballroom                                 | [ 173 ]                         |
| 2023 | Off Gun Fan Meeting tại Đài Bắc 2023                                    | 8 tháng 4 năm 2023                        | Zepp New Taipei                                                           | [ 174 ]                         |
| 2023 | Pond Phuwin: Miracle in April                                           | 8 tháng 4 năm 2023                        | Trung tâm Văn hoá Quận 10, TP. Hồ Chí Minh                                | [ 175 ]                         |
| 2023 | Krist Solo Concert Asia Tour 2023 tại Nhật Bản                          | 9 tháng 4 năm 2023                        | Hội trường Kanagawa Kenmin                                                | [ 176 ]                         |
| 2023 | Krist Solo Concert Asia Tour 2023 tại Nhật Bản                          | 16 tháng 4 năm 2023                       | Osaka Orix Theater                                                        | [ 176 ]                         |
| 2023 | GMMTV Fan Day 3 in Seoul                                                | 22 tháng 4 năm 2023                       | Trung tâm Cộng đồng Guro-gu                                               | [ 177 ]                         |
| 2023 | Tay New Fan Meeting Đầu tiên tại Singapore                              | 29 tháng 4 năm 2023                       | Capitol Theatre                                                           | [ 178 ]                         |
| 2023 | GMMTV Fan Day 4 in Osaka                                                | 6 - 7 tháng 5 năm 2023                    | Dojima River Forum, Osaka                                                 | [ 179 ]                         |
| 2023 | Tay New Fan Meeting tại Đài Bắc 2023                                    | 7 tháng 5 năm 2023                        | Zepp New Taipei                                                           | [ 180 ]                         |
| 2023 | Earth Mix Fan Meeting Đầu tiên tại Đài Bắc                              | 13 tháng 5 năm 2023                       | Original ATT Show Box Da Zhi                                              | [ 182 ]                         |
| 2023 | Nanon Mini Live Đầu tiên tại Tokyo                                      | 22 tháng 5 năm 2023                       | Shibuya Stream Hall                                                       | [ 183 ]                         |
| 2023 | My School President Fan Meeting Đầu tiên tại Campuchia                  | 27 - 28 tháng 5 năm 2023                  | Aeon Hall, Aeon Mall, Quận Sen Sok                                        | [ 184 ] [ 185 ]                 |
| 2023 | Off Gun Fan Meeting tại Hồng Kông 2023                                  | 2 tháng 6 năm 2023                        | Rotunda 3, KITEC                                                          | [ 186 ]                         |
| 2023 | Gemini Fourth Summer Holiday in Vietnam                                 | 3 tháng 6 năm 2023                        | The ADORA Center                                                          | [ 187 ]                         |
| 2023 | Earth Mix Fan Meeting Đầu tiên tại Hồng Kông                            | 9 tháng 6 năm 2023                        | Rotunda 2, 3/F, KITEC                                                     | [ 188 ]                         |
| 2023 | BELUCA Fan Meeting Đầu tiên tại Singapore                               | 10 tháng 6 năm 2023                       | Capitol Theatre, Singapore                                                | [ 189 ]                         |
| 2023 | Win Fan Meeting Đơn Đầu tiên tại Manila                                 | 11 tháng 6 năm 2023                       | New Frontier Theater                                                      | [ 190 ]                         |
| 2023 | Side by Side Concert Tour 2023 tại Nhật Bản                             | 17 - 18 tháng 6 năm 2023                  | Pia Arena MM, Yokohama                                                    | [ 191 ]                         |
| 2023 | Dive Into You - Winny Satang Fan Meeting Đầu tiên tại Việt Nam          | 18 tháng 6 năm 2023                       | White Palace Phạm Văn Đồng                                                | [ 192 ]                         |
| 2023 | GMMTV Fan Day 5 in Indonesia                                            | 1 tháng 7 năm 2023                        | Studio 1, Epicentrum XXI                                                  | [ 193 ]                         |
| 2023 | My School President Fan Meeting Đầu tiên tại Singapore                  | 1 tháng 7 năm 2023                        | Capitol Theatre                                                           | [ 194 ]                         |
| 2023 | My School President Fan Meeting Đầu tiên tại Đài Bắc                    | 8 tháng 7 năm 2023                        | Zepp New Taipei                                                           | [ 195 ]                         |
| 2023 | Side by Side Concert Tour 2023 tại Hồng Kông                            | 8 tháng 7 năm 2023                        | AsiaWorld-Expo                                                            | [ 196 ]                         |
| 2023 | Gemini Fourth Fan Meeting Đầu tiên tại Tokyo                            | 10 tháng 7 năm 2023                       | EX Theater Roppongi                                                       | [ 197 ] [ 198 ]                 |
| 2023 | Mark Ford Fan Meeting 'School Break' in Vietnam                         | 15 tháng 7 năm 2023                       | Nhà hát Quân đội                                                          | [ 199 ]                         |
| 2023 | Krist Solo Concert Asia Tour 2023 tại Campuchia                         | 15 tháng 7 năm 2023                       | Aeon Hall, Aeon Mall Mean Chey                                            | [ 200 ]                         |
| 2023 | Force Book Fan Meeting Đầu tiên tại Nhật Bản                            | 16 tháng 7 năm 2023                       | Shintoshi Hall                                                            | [ 201 ]                         |
| 2023 | Earth Mix - Fly to the moon in Vietnam                                  | 22 tháng 7 năm 2023                       | The ADORA Center                                                          | [ 202 ] [ 203 ]                 |
| 2023 | Krist Solo Concert Asia Tour 2023 tại Ma Cao, Trung Quốc                | 22 tháng 7 năm 2023                       | Broadway Theater, Broadway Macau                                          | [ 204 ]                         |
| 2023 | GMMTV MUSICON tại Nhật Bản                                              | 29 tháng 7 năm 2023                       | Zepp DiverCity                                                            | [ 205 ] [ 206 ] [ 207 ]         |
| 2023 | GMMTV MUSICON tại Nhật Bản                                              | 30 tháng 7 năm 2023                       | Toyosu PIT                                                                | [ 205 ] [ 206 ] [ 207 ]         |
| 2023 | GMMTV MUSICON tại Nhật Bản                                              | 31 tháng 7 năm 2023                       | Trung tâm Hội nghị TKP Shimbashi                                          | [ 205 ] [ 206 ] [ 207 ]         |
| 2023 | Off Gun Fan Meeting tại Seoul 2023                                      | 29 tháng 7 năm 2023                       | Hội trường New Millennium, Đại học Konkuk                                 | [ 208 ]                         |
| 2023 | Earth Mix Fan Meeting Đầu tiên tại Manila                               | 30 tháng 7 năm 2023                       | SM North EDSA Skydome                                                     | [ 209 ]                         |
| 2023 | First Khaotung Fan Meeting tại Hồng Kông 2023                           | 4 tháng 8 năm 2023                        | MUSIC ZONE @ E-MAX                                                        | [ 210 ]                         |
| 2023 | My School President Fan Meeting Đầu tiên tại Manila                     | 5 tháng 8 năm 2023                        | UP Theater                                                                | [ 211 ]                         |
| 2023 | Joong Dunk: Back to Memories in Vietnam                                 | 5 tháng 8 năm 2023                        | The ADORA Center                                                          | [ 212 ]                         |
| 2023 | First Khaotung Fan Meeting tại Đài Bắc 2023                             | 6 tháng 8 năm 2023                        | WESTAR                                                                    | [ 213 ]                         |
| 2023 | Pond Phuwin Fan Meeting Đầu tiên tại Ma Cao                             | 6 tháng 8 năm 2023                        | H853 Entertainment Place                                                  | [ 214 ]                         |
| 2023 | My School President Fan Meeting Đầu tiên tại Hồng Kông                  | 12 tháng 8 năm 2023                       | AsiaWorld-Summit                                                          | [ 215 ]                         |
| 2023 | Dew Fan Meeting Đơn Đầu tiên tại Đài Bắc                                | 13 tháng 8 năm 2023                       | Zepp New Taipei                                                           | [ 216 ] [ 217 ]                 |
| 2023 | Krist Solo Concert Asia Tour 2023 tại Indonesia                         | 19 tháng 8 năm 2023                       | Balai Sarbini                                                             | [ 218 ]                         |
| 2023 | GMMTV Fan Day 6 in Seoul                                                | 20 tháng 8 năm 2023                       | Hội trường Naksan, Đại học Hansung                                        | [ 219 ] [ 220 ] [ 221 ] [ 222 ] |
| 2023 | GMMTV Fan Day 6 in Seoul                                                | 28 tháng 10 năm 2023                      | Hội trường Nghệ thuật Yearimdang                                          | [ 219 ] [ 220 ] [ 221 ] [ 222 ] |
| 2023 | GMMTV Fan Time in Hokkaido                                              | 19 - 20 tháng 8 năm 2023                  | Hội trường Asty                                                           | [ 223 ]                         |
| 2023 | GMMTV Fan Day 7 in Cambodia                                             | 9 - 10 tháng 9 năm 2023                   | Aeon Hall, Quận Sen Sok                                                   | [ 224 ]                         |
| 2023 | Beluca Fan Meeting Đầu tiên tại Nhật Bản                                | 15 - 16 tháng 9 năm 2023                  | Toyosu PIT                                                                | [ 225 ]                         |
| 2023 | Gemini Fourth Fan Meeting tại Đài Bắc 2023                              | 23 tháng 9 năm 2023                       | Trung tâm Thể thao, Đại học Quốc gia Đài Loan                             | [ 226 ]                         |
| 2023 | Nanon 1st Solo Fancon in Macau                                          | 23 tháng 9 năm 2023                       | H853 Entertainment Place                                                  | [ 227 ]                         |
| 2023 | Beluca Fan Meeting Đầu tiên tại Ma Cao                                  | 24 tháng 9 năm 2023                       | Broadway Theater, Broadway Macau                                          | [ 228 ]                         |
| 2023 | Side by Side Concert Tour 2023 tại Đài Bắc                              | 30 tháng 9 năm 2023                       | Taoyuan Arena                                                             | [ 229 ] [ 230 ]                 |
| 2023 | First - Khaotung: "Only You" Fan Meeting in Vietnam                     | 30 tháng 9 năm 2023                       | Trung tâm Hội nghị & Tiệc cưới GALA                                       | [ 231 ]                         |
| 2023 | Nanon 1st Solo Fancon in Jakarta                                        | 30 tháng 9 năm 2023                       | Hội trường Gandaria City                                                  | [ 232 ]                         |
| 2023 | Force Book Fan Meeting Đầu tiên tại Manila                              | 1 tháng 10 năm 2023                       | SM North EDSA Skydome                                                     | [ 233 ]                         |
| 2023 | GMMTV Fan Fest 2023 Live in Japan                                       | 9 tháng 10 năm 2023                       | Pia Arena MM                                                              | [ 234 ]                         |
| 2023 | Dew Fan Meeting Đơn Đầu tiên tại Manila                                 | 14 tháng 10 năm 2023                      | Hội trường Samsung, SM Aura                                               | [ 216 ] [ 235 ]                 |
| 2023 | Force Book Fan Meeting Đầu tiên tại Đài Bắc                             | 15 tháng 10 năm 2023                      | Legacy Taipei                                                             | [ 236 ]                         |
| 2023 | Ohm Fan Meeting Đơn Đầu tiên tại Ma Cao                                 | 21 tháng 10 năm 2023                      | H853 Entertainment Place                                                  | [ 237 ]                         |
| 2023 | Force Book - The First Journey in Vietnam                               | 21 tháng 10 năm 2023                      | Trung tâm Văn hoá Quận 10, TP. Hồ Chí Minh                                | [ 238 ]                         |
| 2023 | Dew Fan Meeting Đơn Đầu tiên tại Quảng Châu                             | 28 tháng 10 năm 2023                      | Guangzhou Beilei Theater                                                  | [ 216 ] [ 239 ]                 |
| 2023 | Joong-Dunk Hidden (Love) in Phnom Penh                                  | 28 tháng 10 năm 2023                      | Major Cineplex by Smart, Aeon Mall Mean Chey                              | [ 241 ]                         |
| 2023 | Winny Satang Fan Meeting Đầu tiên tại Đài Bắc                           | 28 tháng 10 năm 2023                      | WESTAR                                                                    | [ 242 ]                         |
| 2023 | GeminiFourth Fancy Ball in Hong Kong                                    | 29 tháng 10 năm 2023                      | Rotunda 3, 6/F, KITEC                                                     | [ 243 ]                         |
| 2023 | Force Book Fan Meeting Đầu tiên tại Hồng Kông                           | 3 tháng 11 năm 2023                       | Music Zone @ E-MAX, G/F, KITEC                                            | [ 244 ]                         |
| 2023 | GMMTV Fan-Event in Tokyo                                                | 3 - 4 tháng 11 năm 2023                   | Hall Black, Animate Ikebukuro                                             | [ 245 ]                         |
| 2023 | Dew Fan Meeting Đơn Đầu tiên tại Hồng Kông                              | 4 tháng 11 năm 2023                       | Rotunda 2, KITEC                                                          | [ 216 ] [ 246 ] [ 247 ] [ 248 ] |
| 2023 | Pond Phuwin Fan Meeting Đầu tiên tại Hồng Kông                          | 4 tháng 11 năm 2023                       | Rotunda 2, KITEC                                                          | [ 246 ] [ 248 ] [ 249 ]         |
| 2023 | Joong Dunk Fan Meeting Đầu tiên tại Đài Bắc                             | 11 tháng 11 năm 2023                      | Legacy Taipei                                                             | [ 250 ]                         |
| 2023 | Side by Side Concert Tour 2023 tại Campuchia                            | 12 tháng 11 năm 2023                      | Koh Pich Theatre                                                          | [ 229 ] [ 251 ]                 |
| 2023 | My School President Fan Meeting tại Việt Nam                            | 12 tháng 11 năm 2023                      | Nhà hát Hoà Bình, Tp. Hồ Chí Minh                                         | [ 252 ]                         |
| 2023 | GMMTV Fan Day 8 in Manila                                               | 18 tháng 11 năm 2023                      | The Podium Hall                                                           | [ 253 ]                         |
| 2023 | Perth Chimon Sunset Time in Vietnam                                     | 18 tháng 11 năm 2023                      | Trung tâm Văn hoá Quận 10, TP. Hồ Chí Minh                                | [ 254 ]                         |
| 2023 | Nanon 1st Solo Fancon in Hong Kong                                      | 19 tháng 11 năm 2023                      | Star Hall, 3/F, KITEC                                                     | [ 255 ]                         |
| 2023 | My School President in Tokyo                                            | 23 tháng 11 năm 2023                      | Belle Salle Shinjuku Grand Hall                                           | [ 256 ]                         |
| 2023 | Celebrate Winter with Pond-Phuwin in Osaka 2023                         | 24 tháng 11 năm 2023                      | Trung tâm Biểu diễn Nghệ thuật Toyonaka                                   | [ 257 ]                         |
| 2023 | My School President Fan Meeting Đầu tiên tại Seoul                      | 25 tháng 11 năm 2023                      | Khán phòng, Đại học Nữ Seoul                                              | [ 258 ]                         |
| 2023 | Ohm Pawat Fan Meeting Đầu tiên tại Yokohama 2023                        | 26 tháng 11 năm 2023                      | Yokohama Bay Hall                                                         | [ 259 ]                         |
| 2023 | Pond Phuwin Fan Meeting Đầu tiên tại Đài Bắc                            | 2 tháng 12 năm 2023                       | Zepp New Taipei                                                           | [ 260 ]                         |
| 2023 | Force Book Dream Fanmeet in Italy                                       | 2 tháng 12 năm 2023                       | Hilton Rome Airport Hotel                                                 | [ 261 ]                         |
| 2023 | First Khaotung Fan Meeting Đầu tiên tại Brazil                          | 3 tháng 12 năm 2023                       | VIP Station, São Paolo                                                    | [ 262 ]                         |
| 2023 | My School President Fan Meeting Đầu tiên tại Ma Cao                     | 3 tháng 12 năm 2023                       | H853 Entertainment Place                                                  | [ 263 ]                         |
| 2023 | Only Friends Fan Meeting tại Nhật Bản                                   | 9 tháng 12 năm 2023                       | Saitama Hall                                                              | [ 264 ]                         |
| 2023 | PerthChimon Fan Meeting Đầu tiên tại Ma Cao                             | 9 tháng 12 năm 2023                       | H853 Entertainment Place                                                  | [ 265 ]                         |
| 2023 | Beluca Fan Meeting Đầu tiên tại Manila                                  | 16 tháng 12 năm 2023                      | New Frontier Theater                                                      | [ 266 ]                         |
| 2023 | GMMTV Musicon in Jakarta                                                | 16 tháng 12 năm 2023                      | Grand Ballroom, Pullman Jakarta Central Park                              | [ 267 ]                         |
| 2023 | ForceBook Fan Meeting Đầu tiên tại Ma Cao                               | 16 tháng 12 năm 2023                      | H853 Entertainment Place                                                  | [ 268 ]                         |
| 2023 | Krist Bright Countdown Concert in Japan                                 | 30 - 31 tháng 12 năm 2023                 | Toyosu PIT                                                                | [ 269 ]                         |
| 2024 | Beluca Fan Meeting Đầu tiên tại Đài Bắc                                 | 6 tháng 1 năm 2024                        | Trung tâm Hội nghị Quốc tế Đài Bắc                                        | [ 270 ]                         |
| 2024 | Earth Mix Fan Meeting Đầu tiên tại Ma Cao                               | 6 tháng 1 năm 2024                        | H853 Entertainment Place                                                  | [ 271 ]                         |
| 2024 | Jimmy Sea Fan Meeting Đầu tiên tại Đài Bắc                              | 7 tháng 1 năm 2024                        | Legacy Taipei                                                             | [ 272 ]                         |
| 2024 | Gun Miracle Moment Fan Meeting in Nanning                               | 13 tháng 1 năm 2024                       | Trung tâm Triển lãm và Hội nghị Quốc tế Nam Ninh                          | [ 273 ]                         |
| 2024 | Jimmy Sea Fan Meeting Đầu tiên tại Ma Cao                               | 20 tháng 1 năm 2024                       | H853 Entertainment Place                                                  | [ 274 ]                         |
| 2024 | Beluca Fan Meeting Đầu tiên tại Việt Nam                                | 21 tháng 1 năm 2024                       | Nhà hát Hoà Bình, Tp. Hồ Chí Minh                                         | [ 275 ]                         |
| 2024 | GMMTV Fan Time in Fukuoka                                               | 27 - 28 tháng 1 năm 2024                  | Nishitetsu Hall                                                           | [ 276 ] [ 277 ]                 |
| 2024 | GMMTV Fan Day 9 in Osaka                                                | 3 tháng 2 năm 2024                        | Cool Japan Park Osaka WW Hall                                             | [ 276 ] [ 278 ]                 |
| 2024 | GMMTV Happy Weekend                                                     | 23 - 25 tháng 2 năm 2024                  | Tachikawa Stage Garden                                                    | [ 276 ] [ 279 ] [ 280 ]         |
| 2024 | Ohm Pawat Fan Meeting Đơn Đầu tiên tại Đài Bắc                          | 24 tháng 2 năm 2024                       | Hanaspace                                                                 | [ 281 ]                         |
| 2024 | Joong Dunk Fan Meeting Đầu tiên tại Hồng Kông <Love Agenda>             | 10 tháng 3 năm 2024                       | Rotunda 3, KITEC                                                          | [ 282 ]                         |
| 2024 | Perth Chimon Fan Meeting Đầu tiên tại Hồng Kông                         | 16 tháng 3 năm 2024                       | Rotunda 2, 3/F, KITEC                                                     | [ 283 ]                         |
| 2024 | Jimmy Sea - The Magic Moment in Vietnam                                 | 17 tháng 3 năm 2024                       | Trung tâm Văn hoá Quận 10, TP. Hồ Chí Minh                                | [ 284 ]                         |
| 2024 | First Khaotung Fan Meeting Đầu tiên tại Ma Cao                          | 30 tháng 3 năm 2024                       | H853 Entertainment Place                                                  | [ 285 ]                         |
| 2024 | Earth Mix: Memories of You in Vietnam                                   | 30 tháng 3 năm 2024                       | Nhà hát Hoà Bình, Tp. Hồ Chí Minh                                         | [ 286 ]                         |
| 2024 | Perth Chimon Fan Meeting Đầu tiên tại Đài Bắc                           | 31 tháng 3 năm 2024                       | Hanaspace                                                                 | [ 287 ]                         |
| 2024 | Only Friends Fan Meeting tại Đài Bắc                                    | 7 tháng 4 năm 2024                        | Trung tâm Thể thao, Đại học Quốc gia Đài Loan                             | [ 288 ]                         |
| 2024 | Sea Fan Meeting Đơn tại Dương Châu                                      | 13 tháng 4 năm 2024                       | TBA                                                                       | [ 289 ]                         |
| 2024 | Jimmy Sea Fan Meeting Đầu tiên tại Hồng Kông                            | 21 tháng 4 năm 2024                       | Sân vận động Macpherson                                                   | [ 290 ]                         |
| 2024 | 2nd JIB Dream Fanmeet in Rome                                           | 27 tháng 4 năm 2024                       | Khách sạn Sân bay Hilton Rome                                             | [ 291 ]                         |
| 2024 | Ohm Pawat "Just For You"                                                | 27 tháng 4 năm 2024                       | TBA                                                                       | [ 292 ]                         |
| 2024 | Nanon Born To BEO Concert in Guiyang                                    | 1 tháng 5 năm 2024                        | Trung tâm Hội nghị Sinh thái Quốc tế Quý Dương                            | [ 293 ]                         |
| 2024 | So Pond With U in Guiyang                                               | 2 tháng 5 năm 2024                        | Trung tâm Hội nghị Sinh thái Quốc tế Quý Dương                            | [ 294 ]                         |
| 2024 | GMMTV Fan Event in Tokyo                                                | 14 - 16 tháng 5 năm 2024                  | animate Theater, animate Ikebukuro Flagship Store                         | [ 295 ]                         |
| 2024 | Win Holidate Fancon in Hong Kong                                        | 25 tháng 5 năm 2024                       | AsiaWorld-Expo                                                            | [ 296 ]                         |
| 2024 | Nanon Born To BEO Concert in Hong Kong                                  | 1 tháng 6 năm 2024                        | AXA Dreamland, Go Park                                                    | [ 297 ] [ 298 ]                 |
| 2024 | Ohm Pawat Fan Meeting Đơn Đầu tiên tại Việt Nam                         | 1 tháng 6 năm 2024                        | Trung tâm Văn hoá Quận 10, TP. Hồ Chí Minh                                | [ 299 ]                         |
| 2024 | GMMTV Fan Day 10 in Cambodia                                            | 2 tháng 6 năm 2024                        | Khách sạn & Tổ hợp Giải trí NagaWorld                                     | [ 300 ]                         |
| 2024 | Milk Love Fan Meeting Đầu tiên tại Hồng Kông                            | 2 tháng 6 năm 2024                        | AXA Dreamland, Go Park                                                    | [ 301 ]                         |
| 2024 | Nanon Born To BEO Concert in Taipei                                     | 8 tháng 6 năm 2024                        | TBA                                                                       | [ 297 ]                         |
| 2024 | GMMTV Fan Day 11 in Seoul                                               | 22 tháng 6 năm 2024                       | Trung tâm Cộng đồng Guro-gu                                               | [ 302 ]                         |
| 2024 | GMMTV Fan Day 12 in Japan                                               | 23 tháng 6 năm 2024                       | Winc Aichi Nagoya                                                         | [ 303 ]                         |
| 2024 | GMMTV Fan Day 12 in Japan                                               | 29 tháng 6 năm 2024                       | Hulic Hall Tokyo                                                          | [ 304 ]                         |
| 2024 | GMMTV Fan Day 12 in Japan                                               | 30 tháng 6 năm 2024                       | Zepp Namba                                                                | [ 305 ]                         |
| 2024 | GMMTV Fan Day 13 in Manila                                              | 6 tháng 7 năm 2024                        | SM North EDSA Skydome                                                     | [ 306 ]                         |
| 2024 | Nanon Born To BEO Concert in Tokyo                                      | 14 tháng 7 năm 2024                       | Shibuya Stream Hall                                                       | [ 307 ] [ 308 ] [ 309 ]         |
| 2024 | Nanon Born To BEO Concert in Vietnam                                    | 3 tháng 8 năm 2024                        | TBA                                                                       | [ 297 ]                         |
| 2024 | Win Holidate Fancon in Japan                                            | 8 tháng 12 năm 2024                       | Toyosu PIT                                                                | [ 308 ] [ 310 ] [ 311 ] [ 312 ] |
| 2024 | 3rd JIB Dream Fanmeet in Rome                                           | TBA                                       | TBA                                                                       | [ 313 ]                         |
| 2024 | Fuji Beats Festival                                                     | TBA                                       | TBA                                                                       | [ 308 ] [ 314 ]                 |
| 2024 | Dew Fan Meeting Đơn Đầu tiên tại Jakarta                                | TBA                                       | Kuningan City Ballroom                                                    | [ 216 ] [ 315 ] [ 316 ]         |
| 2024 | Ohm Pawat Fan Meeting Đơn Đầu tiên tại Manila                           | TBA                                       | Samsung Hall, SM Aura Premier                                             | [ 317 ] [ 318 ]                 |
| 2024 | Ohm Pawat Fan Meeting Đơn Đầu tiên tại Hàn Quốc                         | TBA                                       | Nhà hát lớn, Trung tâm Nghệ thuật Donghae, Đại học Kwangwoon              | [ 319 ] [ 320 ]                 |

1. ↑  Ban đầu dự kiến diễn ra vào ngày 12 tháng 2 năm 2023[181]
2. 1 2  Là buổi fansign và Private Photo, không tính là ngày trình diễn
3. 1 2  Buổi diễn ngày 19 tháng 8 đã bị lùi đến ngày 28 tháng 10 do các vấn đề liên quan đến VISA[221]
4. ↑  Ban đầu dự kiến diễn ra vào ngày 27 tháng 10[216]
5. ↑  trước đó là Aeon Hall, Aeon Mall Sen Sok[240]
6. 1 2  Ban đầu dự kiến diễn ra vào ngày 2 tháng 9 tại Rotunda 3, KITEC nhưng đã bị hoãn lại do sự kéo dài của tình hình thời tiết bất lợi[246]
7. 1 2  Ban đầu dự kiến diễn ra vào ngày 2 tháng 9 tại Rotunda 3, KITEC nhưng đã bị hoãn lại do sự kéo dài của tình hình thời tiết bất lợi[246]
8. 1 2  Ban đầu dự kiến diễn ra vào ngày 28 tháng 4 năm 2024 tại Kawaguchiko Stellar Theater
9. 1 2  Ban đầu dự kiến diễn ra vào ngày 27 tháng 4 năm 2024 tại Kawaguchiko Stellar Theater
10. 1 2  Ban đầu dự kiến diễn ra vào ngày 29 tháng 4 năm 2024 tại Kawaguchiko Stellar Theater
11. ↑  Ban đầu dự kiến diễn ra vào ngày 2 tháng 12 năm 2023
12. ↑  Ban đầu dự kiến diễn ra vào ngày 27 tháng 1 năm 2024
13. ↑  Ban đầu dự kiến diễn ra vào ngày 17 tháng 2 năm 2024

#### Sự kiện bị huỷ
| Năm  | Tên sự kiện                               | Thời gian dự kiến    | Địa điểm | Ref.            |
| ---- | ----------------------------------------- | -------------------- | -------- | --------------- |
| 2023 | Dew Fan Meeting Đơn Đầu tiên tại Thành Đô | 28 tháng 10 năm 2023 | —        | [ 216 ] [ 321 ] |
| 2023 | Dew Fan Meeting Đơn Đầu tiên tại Nam Kinh | 29 tháng 10 năm 2023 | —        | [ 216 ] [ 321 ] |

### Trực tuyến
Các sự kiện tổ chức tại Thái Lan được tổ chức trực tiếp bởi GMMTV và được cung cấp cho khán giả toàn cầu thông qua kênh đối tác truyền thông khác. 
| Năm  | Tên sự kiện                                              | Thời gian                       | Đối tác truyền thông     | Ref.                            |
| ---- | -------------------------------------------------------- | ------------------------------- | ------------------------ | ------------------------------- |
| 2020 | Global Live Fan Meeting: Krist & Singto                  | 30 tháng 5 năm 2020             | V Live                   | [ 322 ]                         |
| 2020 | Global Live Fan Meeting: Off & Gun                       | 6 tháng 6 năm 2020              | V Live                   | [ 323 ]                         |
| 2020 | Global Live Fan Meeting: Tay & New                       | 13 tháng 6 năm 2020             | V Live                   | [ 324 ]                         |
| 2020 | Global Live Fan Meeting: Bright & Win                    | 20 tháng 6 năm 2020             | V Live                   | [ 325 ]                         |
| 2020 | SOTUS The Reunion 4ever More                             | 22 tháng 8 năm 2020             | V Live                   | [ 326 ]                         |
| 2020 | คั่นกู 2gether Live On Stage                                | 18 tháng 10 năm 2020            | V Live                   | [ 67 ]                          |
| 2020 | BrightWin Manila Live: The Virtual Fan Meet              | 5 tháng 12 năm 2020             | Dreamscape Entertainment | [ 327 ]                         |
| 2021 | Tonhon Chonlatee Let's Sea Live Fan Meeting              | 27 tháng 2 năm 2021             | TTM Live                 | [ 328 ]                         |
| 2021 | Earth - Mix Love at 1st Live Fan Meeting                 | 26 tháng 6 năm 2021             | TTM Live                 | [ 329 ]                         |
| 2021 | Fish Upon the Sky Live Fan Meeting: A Sky Full of Fish   | 4 tháng 9 năm 2021              | TTM Live                 | [ 330 ]                         |
| 2021 | Bright Win 1st Fan Meeting in Japan                      | 9 tháng 10 năm 2021             | PIA LIVE STREAM          | [ 331 ]                         |
| 2022 | Polca The Journey: Tay & New 1st Fan Meeting in Thailand | 25 tháng 6 năm 2022             | TTM Live                 | [ 75 ] [ 332 ]                  |
| 2022 | Shooting Star Concert                                    | 23 tháng 7 năm 2022             | TTM Live                 | [ 76 ]                          |
| 2022 | O-N Friend City Ohm - Nanon 1st Fan Meeting in Thailand  | 6 tháng 8 năm 2022              | TTM Live                 | [ 77 ]                          |
| 2022 | Love Out Loud Fan Fest 2022                              | 20 tháng 8 năm 2022             | TTM Live                 | [ 78 ]                          |
| 2022 | GMMTV Fan Fest 2022 Live in Japan                        | 27 - 28 tháng 8 năm 2022        | PIA LIVE STREAM          | [ 138 ]                         |
| 2022 | Feel Fan Fun Camping Concert                             | 15 tháng 10 năm 2022            | TTM Live                 | [ 80 ]                          |
| 2022 | 7 Xian Concert                                           | 19 tháng 11 năm 2022            | AIS Play                 | [ 333 ]                         |
| 2022 | Side by Side Bright Win Concert                          | 24 tháng 12 năm 2022            | TTM Live SF Cinema       | [ 84 ] [ 334 ]                  |
| 2023 | My School President Prom Night Live On Stage             | 18 - 19 tháng 3 năm 2023        | TTM Live                 | [ 85 ] [ 89 ]                   |
| 2023 | Beluca Fourtiverse Concert                               | 20 tháng 5 năm 2023             | TTM Live                 | [ 85 ] [ 93 ]                   |
| 2023 | Love Out Loud Fan Fest 2023: Lovolution                  | 24 - 25 tháng 6 năm 2023        | TTM Live                 | [ 85 ] [ 95 ]                   |
| 2023 | GMMTV Musicon                                            | 29 - 30 tháng 7 năm 2023        | PIA LIVE STREAM          | [ 205 ] [ 206 ] [ 207 ]         |
| 2023 | GMMTV Fan Day 6 in Seoul                                 | 20 tháng 8 năm 2023             | hellolive                | [ 219 ] [ 220 ] [ 221 ] [ 222 ] |
| 2023 | GMMTV Fan Day 6 in Seoul                                 | 28 tháng 10 năm 2023            | hellolive                | [ 219 ] [ 220 ] [ 221 ] [ 222 ] |
| 2023 | Gemini Fourth My Turn Concert                            | 26 - 27 tháng 8 năm 2023        | TTM Live                 | [ 98 ]                          |
| 2023 | GMMTV Fan Day in Bangkok                                 | 22 - 24 tháng 9 năm 2023        | TTM Live                 | [ 99 ]                          |
| 2023 | The Krist Elements Concert                               | 21 - 22 tháng 10 năm 2023       | TTM Live                 | [ 101 ]                         |
| 2023 | GMMTV Starlympic                                         | 23 tháng 12 năm 2023            | TTM Live                 | [ 85 ] [ 104 ] [ 105 ]          |
| 2024 | Win Holidate Fancon Presented by Lazada                  | 17 tháng 2 năm 2024             | TTM Live                 | [ 107 ] [ 108 ]                 |
| 2024 | GMMTV Happy Weekend                                      | 23 - 25 tháng 2 năm 2024        | PIA LIVE STREAM          | [ 276 ] [ 279 ] [ 280 ]         |
| 2024 | Nanon Born to เบียว Concert                               | 23 tháng 3 năm 2024             | TTM Live                 | [ 109 ] [ 110 ]                 |
| 2024 | Last Twilight New Dawn Live On Stage                     | 30 tháng 3 năm 2024             | TTM Live                 | [ 111 ] [ 112 ]                 |
| 2024 | Babii 24/7 Concert                                       | 20 tháng 4 năm 2024             | TTM Live                 | [ 113 ] [ 114 ]                 |
| 2024 | Polca Time Traveling Concert                             | 27 tháng 4 năm 2024             | TTM Live                 | [ 116 ] [ 117 ]                 |
| 2024 | Love Out Loud Fan Fest 2024: The Love Pirates            | 18 - 19 tháng 5 năm 2024        | TTM Live                 | [ 118 ] [ 119 ]                 |
| 2024 | Peraya Party Begin Again                                 | 15 tháng 6 năm 2024             | TTM Live                 | [ 121 ] [ 122 ]                 |
|      | Bouncy Boun Concert                                      | 13 tháng 7 năm 2024             | TTM Live                 | [ 124 ]                         |
|      | Gemini Fourth Run The World Concert                      | 31 tháng 8 - 1 tháng 9 năm 2024 | TTM Live                 | [ 128 ] [ 129 ]                 |

1. ↑  Buổi diễn ngày 19 tháng 8 đã bị lùi đến ngày 28 tháng 10[221]

## Đối tác quốc tế
- ABS-CBN[335]
- TV Asahi[336]